# Conflit du M23
Guerre du Kivu
Batailles
Bataille de Goma
Offensive de Bukavu
Attentats à Bukavu lors du rassemblement du M23
Le conflit du M23 est une insurrection armée débutée en novembre 2021 par le Mouvement du 23 mars (M23) dans l'est de la république démocratique du Congo (RDC). C'est la phase actuelle des conflits qui déstabilisent la région du Kivu depuis 2004. Cette mutinerie fait suite à la première rébellion du M23, défaite en 2013 par les troupes gouvernementales et les soldats de la MONUSCO.
En novembre 2021, le Mouvement du 23 mars reprend les armes, invoquant le non-respect de l'accord de paix de 2013 par le gouvernement congolais, ainsi que la protection de la minorité tutsie du Kivu contre les attaques des groupes hutus, notamment les Forces démocratiques pour la libération du Rwanda (FDLR).
En mars 2022, le M23 lance une offensive dans la province du Nord-Kivu, affrontant les Forces armées de la république démocratique du Congo (FARDC), ses supplétifs (des groupes armés regroupés sous la bannière wazalendo), et la MONUSCO, et, avec l'appui des Forces rwandaises de défense (FRD), prend progressivement le contrôle de pans importants de la province. En mars 2024, selon l'ONG International Crisis Group, la rébellion contrôlait environ la moitié du Nord-Kivu.
En août 2024, un accord de cessez-le-feu est négocié, mais les affrontements reprennent en octobre, et s'intensifient à partir de décembre, à la suite de l'annulation du sommet de Luanda.
En janvier 2025, le M23 prend le contrôle des grandes villes de Goma et Bukavu, les capitales provinciales du Nord-Kivu et du Sud-Kivu, et poursuit son expansion territoriale. La rébellion ouvre deux fronts dans l’est de la RDC : un au Nord-Kivu, où les rebelles tentent de progresser dans les territoires de Lubero, Masisi et Walikale, un autre dans le Sud-Kivu où le M23 avancent dans le sud de la province, en direction d'Uvira.
Début juillet 2025, à la suite de la signature de l'accord de paix entre la république démocratique du Congo et le Rwanda, des négociations entre le gouvernement congolais et l'Alliance fleuve Congo/Mouvement du 23 mars (AFC/M23) aboutissent le 19 juillet 2025, à une déclaration de principe, établissant un cessez-le-feu et un cadre pour des discussions pacifiques.
Le M23 et les autres groupes armés impliqués dans le conflit sont accusés de commettre diverses exactions contre les populations locales. Les combats entraînent le déplacement de millions de civils et exacerbent les tensions entre la république démocratique du Congo et le Rwanda. Kinshasa accuse Kigali de soutenir le M23, tandis que Kigali accuse Kinshasa de soutenir les Forces démocratiques pour la libération du Rwanda (FDLR). Les deux pays, la RDC et le Rwanda, nient respectivement toute implication dans le soutien respectif aux M23 et aux FDLR. Cependant, depuis 2022, plusieurs rapports de l'ONU confirment le soutien du Rwanda au M23, et soulignent aussi une collusion entre l'armée congolaise et divers groupes armés, y compris les FDLR, dans le cadre de la lutte contre le M23.

## Contexte

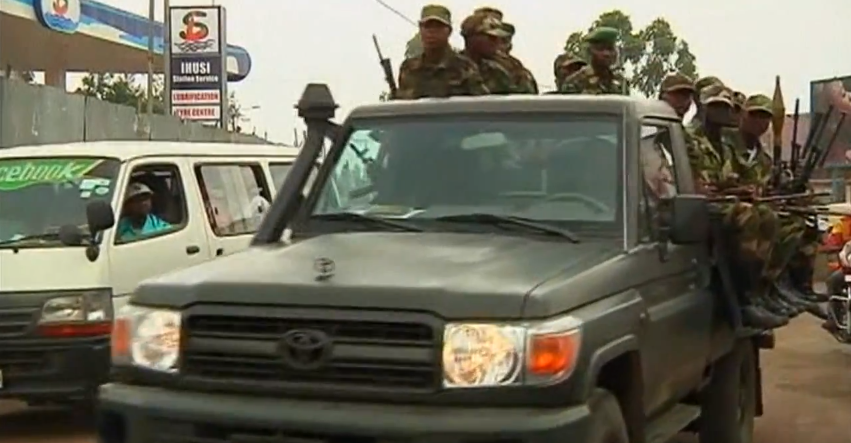
Rebelles du M23 à Goma, novembre 2012.

De 2012 à 2013, le mouvement du 23 Mars (M23) mène une rébellion dans le nord-est de la république démocratique du Congo (RDC).
Cette rébellion est instiguée par des anciens membres du Congrès national pour la défense du peuple (CNDP), intégrés dans les Forces armées de la république démocratique du Congo (FARDC). Mécontents de leurs conditions, ils accusent Kinshasa de ne pas respecter l'accord de paix du 23 mars 2009. Comme son prédécesseur (le CNDP de Laurent Nkunda), le M23, soutenu par le Rwanda,,, va s'emparer de large pans du Nord-Kivu, et prendre le contrôle du chef lieu de la province, Goma, ce qui déclenche une forte mobilisation de la communauté internationale. En novembre 2013, le soulèvement est vaincu par une campagne conjointe de l'armée congolaise et de la MONUSCO, la force locale de maintien de la paix des Nations unies. Le M23 est en grande partie démantelé et ses combattants désarmés puis transférés dans des camps de réfugiés en Ouganda et au Rwanda. Le 12 décembre, un accord de paix est signé à Nairobi, mettant fin officiellement à la rébellion.
Malgré l'accord, les hostilités entre le M23 et la RDC se sont poursuivies. En 2017, le commandant du M23 Sultani Makenga et 100 à 200 de ses partisans fuient l'Ouganda pour reprendre leur insurrection. Ils installent un camp au mont Mikeno dans la zone frontalière entre le Rwanda, l'Ouganda et la RDC,. Le groupe reste ensuite discret, bien que certains membres sont soupçonnés d'avoir agi comme tueurs à gages pour « régler » des conflits dans le territoire de Rutshuru.
Le factionnalisme au sein du M23 complexifie la situation, puisque le mouvement s'est scindé en groupes rivaux, respectivement l'Alliance pour le salut du peuple dirigée par Jean-Marie Runiga et l'Armée révolutionnaire du Congo de Bertrand Bisimwa,. Le groupe de Makenga était de facto isolé des autres forces du M23 qui étaient encore principalement basées en Ouganda. Des recherches ultérieures menées par le Conseil de sécurité des Nations unies ont suggéré que la reprise des armes par Makenga avait amorcé le réarmement et la restauration progressifs du M23, l'Armée révolutionnaire du Congo de Bisimwa se joignant à ces efforts fin 2021 en réorganisant les combattants qu'il lui restait et en recrutant de nouveaux en coopération avec Makenga. Le quartier général du M23 restauré serait situé au mont Sabyinyo.

## Déroulement

### Reprise des armes du M23 (novembre 2021-février 2022)
En novembre 2021, le Mouvement du 23 mars (M23) lance plusieurs offensives mineures contre les positions des Forces armées de la république démocratique du Congo (FARDC) et des membres de l’Institut congolais pour la conservation de la nature (ICCN) près de la frontière entre la république démocratique du Congo (RDC), le Rwanda et l'Ouganda,,. Ces attaques donnent peu de résultats, le M23 ne bénéficiant plus de soutien international significatif. L'Ouganda et la RDC ont grandement amélioré leurs relations, coopérant contre un ennemi commun, les Forces démocratiques alliées (ADF), lors de l'opération Shujaa. Début 2022, un nombre croissant de combattants du M23 commencent à quitter leurs camps, et à retourner en RDC. Le mouvement rebelle lance d'autres attaques entre décembre 2021 et février 2022, lesquelles sont repoussées,.
Un rapport d'experts mandaté par l'ONU indique que le commandement militaire général de ces attaques est assuré par Sultani Makenga, tandis que le colonel Yusuf Mboneza supervise les opérations sur le terrain, Bertrand Bisimwa, contraint par les autorités ougandaises de quitter Kampala le 5 janvier 2022, demeure le dirigeant politique du M23.
Les dirigeants du M23 ont fait valoir que certaines parties de leur mouvement avaient repris l'insurrection, car les conditions de l'accord de paix de 2013 n'étaient pas respectées par le gouvernement congolais,. Les rebelles ont également fait valoir qu'ils tentaient de défendre la minorité tutsi du Kivu contre les attaques de combattants hutus tels que ceux des forces démocratiques pour la libération du Rwanda (FDLR).
En 2022, le M23 n'était que l'un des 120 groupes armés qui opèrent dans l'est de la RDC. Avant mars 2022, le gouvernement congolais a tenté de renforcer sa position face à la résurgence du M23 en envoyant davantage de soldats. Cependant, cela a affaibli sa présence dans d'autres zones, dont celles touchées par l'insurrection des ADF.

### Premières attaques significatives des rebelles (mars 2022-avril 2022)
Dans la nuit du 27 mars 2022, les rebelles du M23 lancent une nouvelle offensive au Nord-Kivu, attaquant d'abord les villages de Tshanzu et Runyoni dans le territoire de Rutshuru depuis leurs fiefs des collines environnantes. Les deux villages avaient été des bastions importants du mouvement M23 pendant la rébellion de 2012-2013. L'attaque rebelle est menée par Sultani Makenga. Le gouvernement de la RDC affirme que le Rwanda soutient l'opération, une affirmation démentie par le gouvernement rwandais et les rebelles. Onesphore Sematumba, chercheur à l'International Crisis Group, soutient que les allégations d'aide rwandaise sont crédibles. Il suggère que la résurgence du M23 est probablement influencée par la volonté du Rwanda d'arrêter un projet d'infrastructure qui relierait la RDC et l'Ouganda.
Le 29 mars, les FARDC repoussent une attaque rebelle contre la ville frontalière de Bunagana, mais le M23 capture plusieurs villages, dont Mugingo, Gasiza, Chengerero, Rugamba, Kibote, Baseke et Kabindi. De plus, un hélicoptère de l'ONU s'écrase à Tshanzu, tuant huit Casques bleus de la MONUSCO (six Pakistanais, un Russe et un Serbe). Les FARDC accusent les rebelles du M23 de l'avoir abattu,. À Bunagana, les FARDC reçoivent le soutien de l'armée ougandaise, dont les forces terrestres traversent la frontière, tandis que des avions ougandais bombardent les rebelles,. Au 1er avril, les affrontements dans le Rutshuru ont déplacé 46 000 habitants selon le HCR. Les combattants du M23 se retirent dans leurs bases en montagne, leurs premières attaques étant considérées comme un échec, et proclament un cessez-le-feu unilatéral,.

### Échec des pourparlers de paix et reprise des combats (avril 2022-mai 2022)
Le 6 avril, les FARDC refusent toute négociation avec les forces du M23 basées en RDC et lancent une contre-attaque. Quatre jours plus tard, le M23 annonce qu'il va retirer ses troupes de tous les villages qu'il a capturés. Cependant, les FARDC perdent de plus en plus de terrain au profit des insurgés. Fin avril, le gouvernement de la RDC et certains groupes rebelles tiennent des pourparlers de paix à Nairobi, mais la faction Bisimwa du M23 quitte les négociations ou en est expulsée en raison des affrontements en cours au Nord-Kivu,.
Les forces du M23, dirigées par Makenga avec la faction Bisimwa, reprennent leur offensive en mai. Cette opération serait appuyée par au moins 1000 soldats rwandais. Selon une source locale, le M23 envahit Kibumba le 18 mai. Le 19 mai, des rebelles du M23 attaquent des Casques bleus de la MONUSCO à Shangi, dans le territoire de Rutshuru, alors que ces derniers rejoignaient des opérations de contre-insurrection des FARDC. Les dirigeants rebelles déclarent que l'attaque est une réponse à une précédente opération conjointe FARDC-FDLR. À partir du 22 mai, les rebelles tentent de marcher sur la capitale provinciale du Nord-Kivu, Goma, déplaçant 70 000 personnes. Du 22 au 23 mai, une bataille fait rage à Kibumba, tandis que les insurgés s'emparent temporairement de Rumangabo avant qu'elle ne soit reprise par les FARDC. Selon des chercheurs indépendants, les insurgés ont été soutenus par des militaires rwandais lors de la bataille de Rumangabo.
Le 25 mai, le M23 atteint la périphérie de Goma, mais est repoussé par la MONUSCO, les FARDC et les FDLR à l'issue de violents combats. Les insurgés se retirent et les combats s'interrompent le reste du mois. Les FARDC accusent l'armée rwandaise de combattre directement aux côtés des rebelles, affirmant que des miliciens locaux ont capturé deux soldats rwandais. De l'autre côté, le Rwanda affirme que la RDC a tiré des roquettes sur son territoire, a été aidée par les FDLR, et a enlevé les deux soldats. Les combats attisent également les tensions ethniques locales : le commissaire divisionnaire adjoint de la police nationale du Nord-Kivu, François-Xavier Aba van Ang, diffuse une vidéo exhortant les civils à s'organiser en milice pour mener une « guerre populaire » au M23. Bien que cet appel soit désavoué par les autorités, les FARDC arment également les milices locales existantes afin qu'elles puissent participer à la campagne contre le M23.

### Prise de Bunagana, nouvelles avancées rebelles et contre-attaques loyalistes (1erjuinau19 juin 2022)
Début juin, des affrontements ont de nouveau lieu à Bunagana,. Le 8 juin, le M23 attaque la MONUSCO à Muhati, dans le territoire de Rutshuru. Le 12 juin, les FARDC repoussent une autre attaque du M23 sur Bunagana. Contrairement à la précédente attaque contre Bunagana, les forces de sécurité ougandaises de l'autre côté de la frontière n'interviennent pas et se retirent des collines surplombant la ville. Le M23 capture Bunagana le lendemain, après l'avoir encerclé, et ainsi forcé la garnison locale de 137 soldats et 37 policiers à battre en retraite à Kisoro (en) en Ouganda,, où elle se rend aux forces de sécurité ougandaises. De nombreux civils fuient également de l'autre côté de la frontière. Le gouverneur militaire du Nord-Kivu, Constant Ndima Kongba, nie d'abord la chute de la ville, mais le porte-parole des FARDC Sylvain Ekenge déclare plus tard qu'elle ne constitue « rien de moins qu'une invasion » par le Rwanda. La RDC suspend « tous les accords » avec le Rwanda. À ce stade, deux sources de sécurité congolaises et des députés congolais accusent aussi l'Ouganda de soutenir l'offensive rebelle. Les parlementaires affirment que la retraite ougandaise avait facilité la prise de la ville, accusant Muhoozi Kainerugaba, le chef des troupes ougandaises impliquées dans l'opération Shujaa, de soutenir le M23. La RDC met fin à la coopération militaire avec l'Ouganda. Le gouvernement ougandais interrompt l'opération Shujaa, et l'armée ougandaise affirme que les dernières attaques du M23 ne constituaient pas une menace pour les citoyens et l'équipement ougandais, rendant inutile son intervention. La MONUSCO réfute les affirmations d'un soutien ougandais au M23 et appelle au calme et à la coopération.
Le président kényan Uhuru Kenyatta réagit à la chute de Bunagana et aux tensions régionales croissantes en appelant la Communauté d'Afrique de l'Est à organiser « immédiatement » une nouvelle mission de maintien de la paix de la paix appelée Force régionale de l'Afrique de l'Est pour rétablir la sécurité dans l'Est de la RDC. Pendant ce temps, la MONUSCO commence à se préparer à aider les forces de sécurité congolaises à reprendre la ville. Les troupes des FARDC du secteur d'opérations Sokola 2 attaquent depuis Kabindi le 16 juin et affirment plus tard avoir repris Bunagana. Cependant, la ville est toujours aux mains des rebelles le lendemain et de violents combats se déroulent à l'ouest de celle-ci,. Le M23 contre-attaque, capturant la ville de Tshengerero et les villages de Bugusa, Kabindi et Rangira. Les insurgés avancent sur Rutshuru, et abattent un hélicoptère des FARDC. Les combats s'étendent au Parc national des Virunga et des écologistes signalent que cela y menace la survie des gorilles des montagnes.
Les avancées renouvelées du M23 auraient fait partie d'un plan de Sultani Makenga visant à isoler et finalement capturer Goma, dans l'espoir d'arracher ainsi des concessions politiques au gouvernement congolais. Du 18 au 19 juin, la ligne de front se stabilise le long de l'axe Rutshuru-Bunagana. Les forces combinées des FARDC et de la MONUSCO tiennent toujours des hameaux du voisinage immédiat de Tshengerero, tels que Ntamugenga et Rwanguba où se situe un important pont,. Les combats se déplacent vers l'axe Runyoni-Rumangabo, où des affrontements sont signalés dans les villages de Kavumu et de Bikenge. Parallèlement, une réunion de la Communauté d'Afrique de l'Est est organisée à Nairobi pour discuter des tensions diplomatiques entre la RDC, le Rwanda et l'Ouganda ainsi que du déploiement d'une nouvelle force de maintien de la paix en réaction aux attaques du M23. Le gouvernement de la RDC déclare qu'il accueillerait favorablement une mission de maintien de la paix sous l'égide de la Communauté, mais uniquement à condition que le Rwanda n'y participe pas,. L'organisation appelle ensuite le M23 à se retirer de Bunagana comme condition préalable à un cessez-le-feu, mais les insurgés en font fi. Au contraire, le M23 rouvre le poste-frontière de Bunagana sous sa propre administration, après quoi le gouvernement du Nord-Kivu interdit l'importation et l'exportation de marchandises à travers le territoire tenu par les rebelles.

### Reprise de territoire par les forces progouvernementales et impasse (19 juin 2022-août 2022)

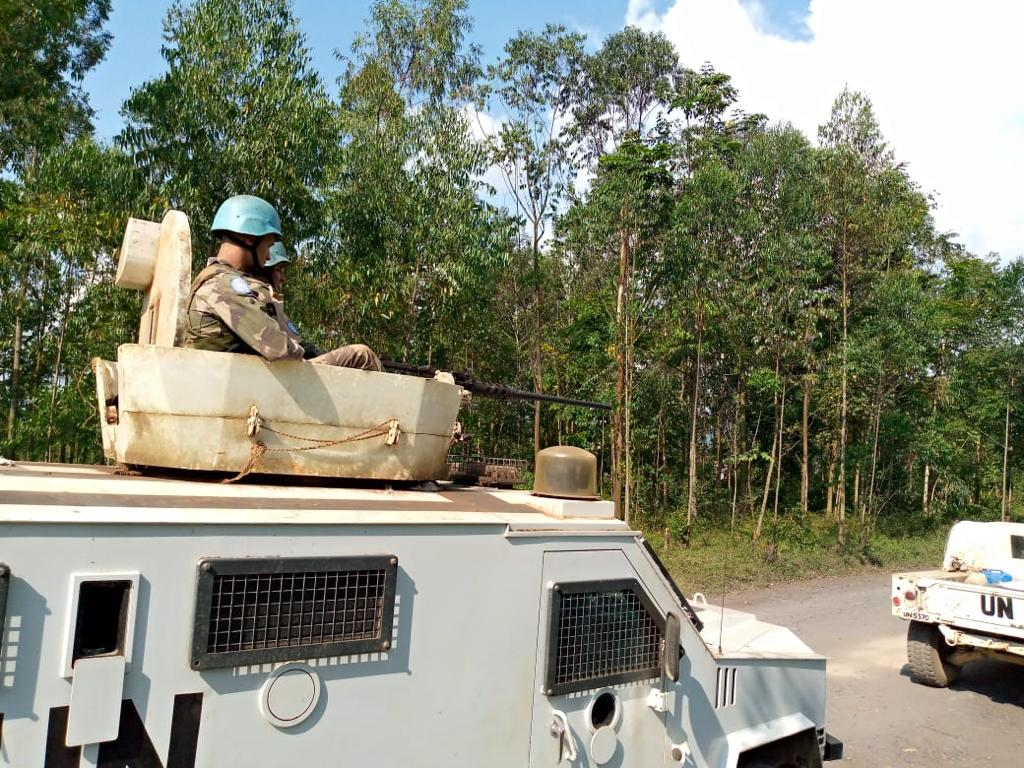
Casques bleus marocains de la MONUSCO en patrouille à long rayon d'action pour protéger les civils des rebelles du M23 dans le territoire de Rutshuru.

Du 19 au 22 juin, les affrontements se poursuivent dans le territoire de Rutshuru, alors que le M23 tente de percer les défenses des FARDC. Au début, les rebelles attaquent des villages le long de l'axe sud, mais sont repoussés à Karambi, Kitagoma, Kitovu, Bweza et Busanza. Ils se concentrent ensuite sur Bikenge, Ruvumu, Shangi et Bukima, envahissant les villages avant que les FARDC n'organisent une contre-attaque. L'armée reprend la plupart de ces hameaux, bien que Ruvumu, Buharo et Rutokara restent aux mains des rebelles. Dans l'ensemble, les forces pro-gouvernementales tiennent leurs positions, mais les assauts rebelles menacent de plus en plus l'axe Matebe-Rwanguba,. Human Rights Watch rapporte que 17 civils, dont deux enfants, ont été sommairement exécutés le 21 juin par le M23 pour collaboration présumée avec les FARDC. Selon le journal Eco News, les FARDC auraient infligé une défaite au M23 sur la ligne de front de Runyoni approximativement à ce moment-là, blessant Sultani Makenga et tuant un autre commandant rebelle, le colonel Yusuf Mboneza. Après une accalmie du 24 au 27 juin, les combats reprennent le 28 juin, lorsque les rebelles attaquent les FARDC à Bushandaba, Ruseke et sur la colline stratégique de Bikona. Les forces pro-gouvernementales, composées de militaires et de policiers, contre-attaquent et reprennent les villages de Nkokwe, Ruvumu, Rugarama, Rutakara, Ntamugenga et Rutsiro dans le territoire de Rutshuru. Le 29 juin, les FARDC poursuivent leur avancée, capturant Kabindi et Chengerero, bien que le M23 réplique en attaquant Rutsiro.
Le 1er juillet, les FARDC affirment avoir remporté une victoire majeure sur le M23 et les troupes rwandaises alliées après de violents combats à Rutsiro, Ntamugenga et Nyabikona, expulsant complètement les insurgés du groupement Bweza à Rutshuru. Les affrontements se poursuivent à Bikenge et Ruseke le 4 juillet, les FARDC repoussant les assauts du M23. Le 6 juillet, les FARDC réorganisent le commandement militaire pour améliorer leur efficacité. Le même jour, les présidents rwandais Paul Kagame et congolais Félix Tshisekedi se rencontrent et, selon la partie congolaise, s'entendent sur un cessez-le-feu et le retrait du M23 du sol congolais. Mais, le lendemain, le M23 attaque Kanyabusoro et Rwanguba et, les jours suivants, il tente de reprendre du terrain : les affrontements se poursuivent dans plusieurs villages des groupements de Bweza et de Jomba,. Cependant, en parallèle, les combats cessent ailleurs sur la ligne de front.
Dans les jours suivants, les combats cessent en grande partie dans les groupements de Bweza et de Jomba, d'autres éclatent dans le groupement de Kisigari et sur deux collines importantes près de Rumangabo. De violents combats ont également lieu dans le groupement de Bashali Mukoto dans le territoire de Masisi, où deux factions Nyatura (de) s'affrontent. L'aile dissidente du chef de guerre Jean-Marie Nyatura, considéré comme proche du M23, tente de capturer plusieurs villages avant d'être expulsée de la plupart d'entre eux par ses rivaux locaux. Par la suite, il y a une nouvelle accalmie dans les combats. Les négociations se poursuivent entre le Rwanda et la RDC sous médiation internationale, bien que peu de progrès soient réalisés. Le 14 juillet, le président ougandais Yoweri Museveni tente une nouvelle fois de rallier le M23 et le gouvernement congolais à un cessez-le-feu. Pendant ce temps, la MONUSCO et les FARDC annoncent qu'elles regroupent des forces d'autres zones pour préparer une opération et repousser complètement le M23. Le 18 juillet, le porte-parole du gouvernement congolais Patrick Muyaya Katembwe réitère que toute négociation avec les rebelles dépend du retrait préalable du M23 de son territoire occupé.

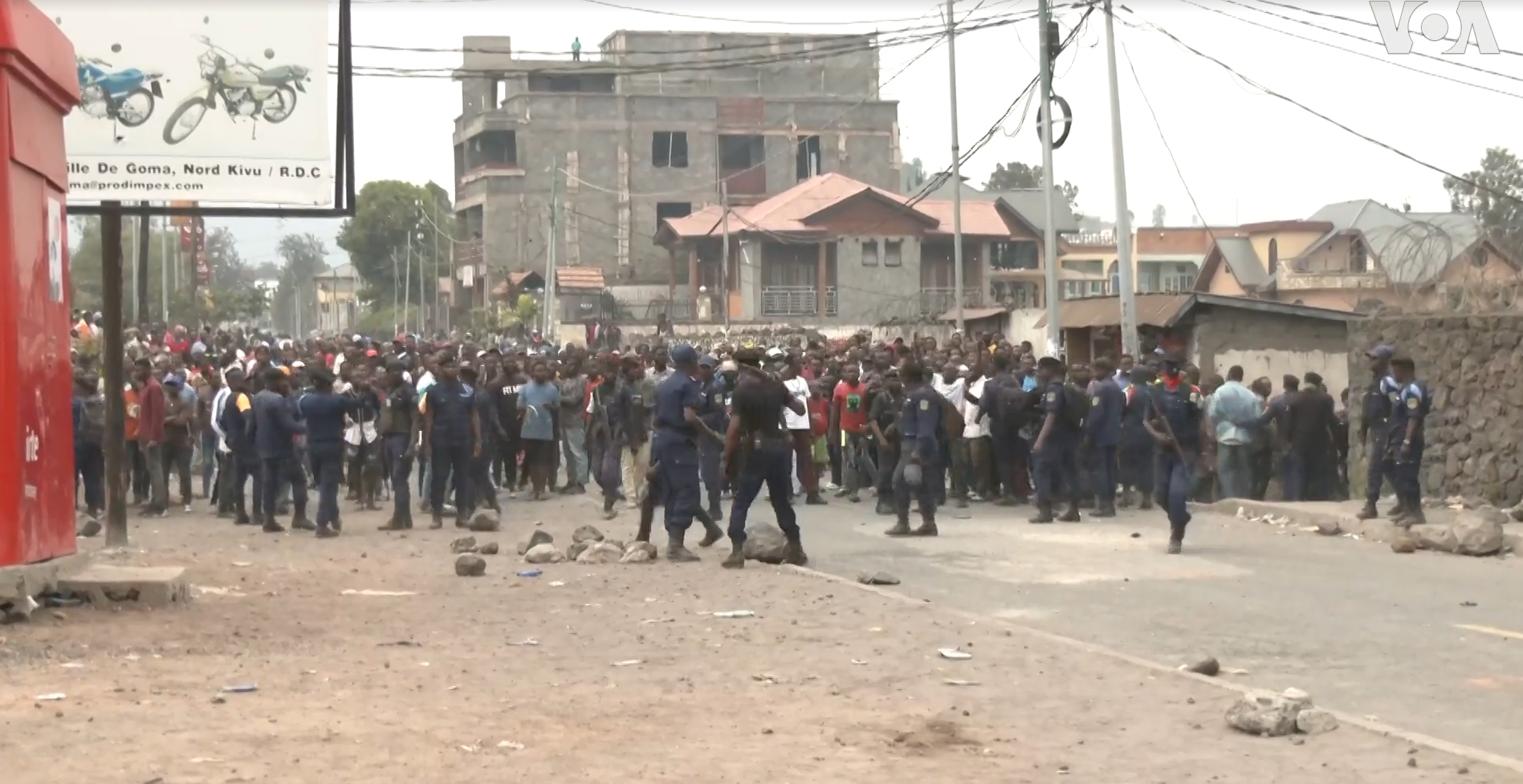
Manifestations anti-MONUSCO à Goma, juillet 2022.

Fin juillet, le M23 a installé ses propres responsables dans les territoires occupés et y perçoit une taxe. Des manifestations violentes éclatent à Goma et dans d'autres villes de l'est du Congo, des civils attaquant du personnel et des bâtiments de la MONUSCO qu'ils accusent d'inaction face aux rébellions régionales en cours. Des manifestants, des Casques bleus et des passants sont tués lors des affrontements. Le North Africa Post prétend que les rebelles ont utilisé les manifestations comme couverture pour des attaques et ont été impliqués dans une attaque contre des Casques bleus marocains à Nyamilima. Un soldat de la MONUSCO est tué dans un affrontement direct avec le M23 à Bunagana. Le 27 juillet, les combats entre le M23 et les FARDC reprennent à Kabingo (territoire de Rutshuru), alors que les rebelles tentaient de récolter les cultures plantées par les habitants. Le 2 août, les rebelles et les FARDC se combattent dans cinq villages du Rutshuru. Dans les semaines suivantes, cependant, une trêve est observée le long de la ligne de front. Elle est réprouvée par de nombreux civils locaux qui font valoir que cela permet aux rebelles de consolider leurs gains territoriaux.
Le 15 août, le premier contingent de maintien de la paix de la Communauté d'Afrique de l'Est, composé de soldats burundais, arrive au Kivu. L'arrivée des soldats burundais inspire des réactions mitigées aux groupes civils locaux : certains les accueillent favorablement, d'autres les considèrent comme des étrangers exploiteurs et d'autres enfin choisissent la neutralité. Des affrontements sporadiques reprennent le 16 août, lorsque des rebelles, prétendument soutenus par les troupes rwandaises, attaquent Rwanguba, Rangira et Muhibira dans le Rutshuru,. Le M23 affirme que ces opérations constituent une réponse à l'agression des FARDC et déclare souhaiter un dialogue avec le gouvernement. Le 19 août, le M23 bombarde les positions des FARDC à Jomba, Bweza et Busanza.

### Offensive renouvelée (octobre 2022-décembre 2022)

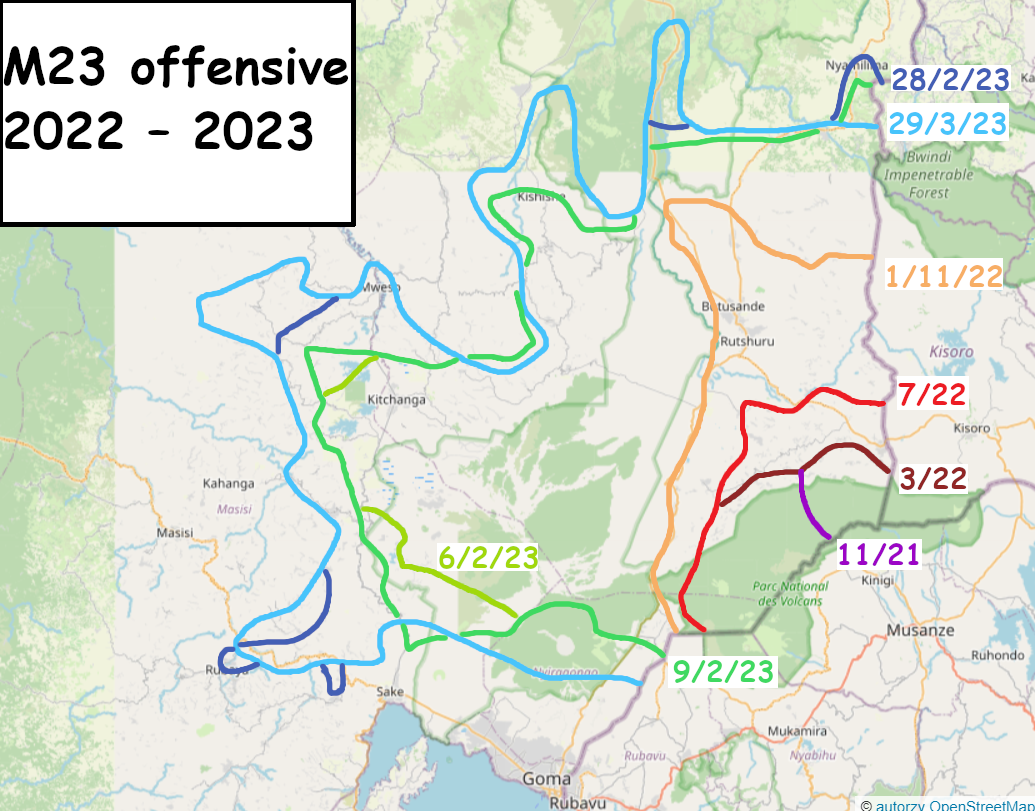
Avancée de l'offensive

Les combats reprennent le 20 octobre après que, selon les FARDC, le M23 ait attaqué un poste militaire. Le 23 octobre, le M23 capture la ville de Ntamugenga, tuant cinq soldats. Les combats s'étendent rapidement à la route nationale 2, un axe stratégique. Ils entraînent la mort de quatre civils et 40 blessés. Le 24 octobre, plus de 23 000 personnes ont été poussées à fuir leur foyer,. L'offensive se poursuit le long de la route nationale 2 et le M23 capture Rubare, Kalengera et Kako. Le 29 octobre, les rebelles prennent le contrôle de Rutshuru et de Kiwanja. En réponse à l'offensive, le gouvernement congolais ordonne à l'ambassadeur du Rwanda Vincent Karega de quitter le pays sous 48 heures.
Des manifestations anti-rwandaises éclatent le 31 octobre à Goma, exigeant que la RDC quitte la Communauté d'Afrique de l'Est et que la Russie intervienne dans le conflit. Le porte-parole du gouvernement Patrick Muyaya déclare que la RDC ne négociera pas avec le M23. Le 1er novembre, la MONUSCO annonce son « retrait stratégique et tactique » de la base militaire de Rumangabo. Des émeutes éclatent à Goma après des rumeurs selon lesquelles l'ONU transportait des éléments du M23, et plusieurs véhicules de l'ONU sont incendiés. Le 2 novembre, le Kenya annonce qu'il enverra 900 soldats pour lutter contre le M23. Le 7 novembre, l'armée congolaise déclare former 3 000 nouvelles recrues pour combattre le M23.
Le 15 novembre 2022, le M23 combat aux abords des villes de Rugari et Tongo et est repoussé de Kibumba. Le 17 novembre, le M23 affirme avoir capturé les villes de Kibumba, Ruhunda, Buhumba, Kabuhanga, Tongo et Mulimbi au forces démocratiques pour la libération du Rwanda (FDLR) qu'il accuse de collaborer avec l'armée congolaise. L'armée ougandaise déclare qu'elle participera à la lutte contre le M23, rejoignant les troupes kenyanes.
Le 23 novembre 2022, un sommet de chefs d'État de la région des Grands Lacs s'entendent sur un cessez-le-feu censé s'appliquer au M23 sous les 48 heures et agite la menace de l'imposition de la paix par la force est-africaine. Mais les 29 et 30 novembre, le M23 commet le plus important massacre depuis sa fondation en tuant au moins 171 civils à Kishishe, en représailles, selon un rapport de l'ONU, à des pertes importantes qu'il a subi face au FDLR aux abords de cette localité quelques jours auparavant. Le 28 décembre, le Soudan du Sud annonce qu'il envoie 750 militaires rejoindre la force régionale de la Communauté de l'Afrique de l'Est.

### Intensification du conflit dans le Nord-Kivu (janvier 2024-août 2024)
Début 2024, le M23, soutenu par le Rwanda, lance une offensive dans les territoires de Nyiragongo et du Masisi, à proximité de la ville de Goma. Les combats opposent les combattants du M23 à des groupes armés se disant patriotes congolais, les wazalendo, et provoquent d'importants déplacements de population. Des affrontements se produisent aussi aux environs de Sake, à une vingtaine de kilomètres à l’ouest de Goma, entre le M23 et les Forces armées de la république démocratique du Congo (FARDC). Ils risquent de couper la route nationale 2, considérée comme stratégique et empruntée par 150 000 civils en fuite entre le 2 et 9 février. Les forces congolaises, appuyées par les forces de la Communauté de développement d'Afrique australe (SADC, de l'anglais), commencent à faire mouvement vers Sake.
La MONUSCO affirme que l'armée rwandaise, pour soutenir le M23, utilise du matériel d'attaque sophistiqué. En effet, un de ses drones d'observation a été attaqué par un missile sol-air, tiré depuis une zone contrôlée par le M23. Des renseignements provenant de la France indiquent que ce missile a été lancé depuis un véhicule WZ551, que seul parmi les alliés du M23 le Rwanda est capable de mettre en œuvre. Elle affirme aussi que l'armée rwandaise utilise sur le théâtre d'opération des MANPADS, un système anti-aérien capable de mettre en danger tout appareil volant au dessus de la zone. Des témoignages indiquent aussi que les véhicules de l'ONU subissent des jets de pierres de la part de jeunes de la région, qui les accusent d'inefficacité et de collusion avec l'ennemi. La MONUSCO subit un rejet d'ensemble de la société congolaise, et le gouvernement a demandé son départ rapide.
Au matin du 12 février 2024, les troupes du M23, soutenues par les Forces rwandaises de défense (FRD) lancent une nouvelle offensive contre Sake, dans le but d'encercler et isoler Goma, dont le ravitaillement est déjà affaibli : les trois principaux axes routiers de Sake, qui permettent d'approvisionner Goma, ont été bloqués par le M23 dans les semaines précédentes, mais échouent dans leur tentative de prendre le contrôle de la ville. Les forces congolaises, la SADC, la MONUSCO et les groupes d'autodéfense wazalendo opposent une forte résistance. Mais le M23 et ses alliés accusent les forces gouvernementales congolaise de vouloir massacrer ses propres populations.

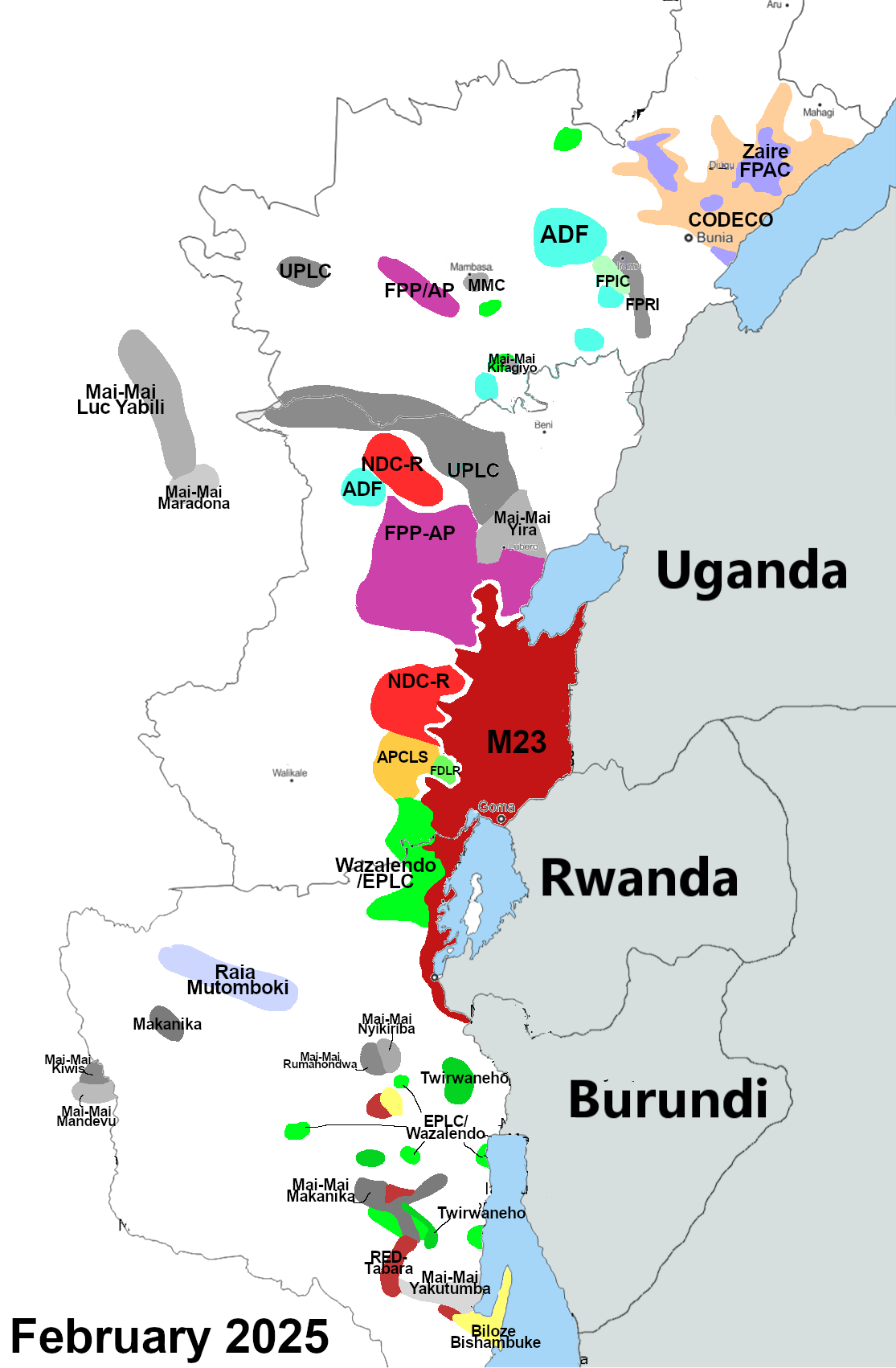
Répartition des groupes armés dans l'est de la RDC en date de 3 2024, en rouge le M23

Le 6 mars 2024, après deux jours de combats contre les FARDC et les milices wazalendo, le M23 prend le contrôle de Nyanzale (en), ainsi que de plusieurs villages de la chefferie de Bwito dans le territoire de Rutshuru,,. Les combats vident ces agglomérations de la quasi-totalité de leurs occupants,, ce sont plus de 100 000 personnes qui prennent la fuite en direction de Goma,. Le nombre de victimes civils s'élèverait à au moins 15 personnes, certaines tuées par des tirs d'obus de mortiers tirés sur le camp d'identification de déplacé de Kihondo. Selon un rapport interne de la MONUSCO consulté par l'AFP, le M23 serait l'auteur de ces tirs, ainsi que d'autres tirs sur une base onusienne. Dans les jours qui suivent, la rébellion du M23 continue sa progression en territoire du Rutshuru. Entre le 10 et 11 mars 2024 ce sont les localités de Vitshumbi et Rwindi, situées dans le parc national des Virunga, qui passent sous contrôle du M23, sans que les forces rebelles aient rencontrés de résistance, les FARDC ont quitté Rwindi avant l'arrivée des rebelles selon Jean-Claude Mbabaze, le président de la société civile du Rutshuru,.
Simultanément, le M23 mènent une offensive dans le territoire de Masisi. Le 8 mars 2024, les localités de Kashuga et Misinga passent sous contrôle de la rébellion après des combats avec l'armée congolaise.
En une semaine, avec l'occupation de Kirima, Kikuku, Kihondo, Mutanda, Somikivu, Bwalanda, Kashalira, Kibingu et Kabanda, ce sont plus de 10 localités qui sont passées sous le contrôle de la rébellion du M23,,. Selon Richard Moncrieff, directeur de la région des Grands Lacs du groupe de recherche International Crisis Group, le M23 contrôlerai environ la moitié de la province du Nord-Kivu,.

#### Prise de la cité minière de Rubaya
Dans la nuit du 30 avril au 1er mai 2024, le M23 s'empare de la cité minière de Rubaya, située dans le territoire de Masisi,,. Rubaya, située à environ quarante kilomètres au nord-ouest de Goma, est au cœur d'une zone minière majeure, notamment pour le coltan, essentiel dans la fabrication des téléphones mobiles. Le groupe rebelle, après plusieurs jours de combats contre les Forces armées de la république démocratique du Congo et des milices alliées, prend le contrôle de la ville et encourage les populations à reprendre leurs activités. Le M23 poursuit sa route vers les localités alentours, et le 2 mai s'empare des agglomérations de Kasake et Ngungu, se rapprochant à quelques kilomètres de la ville de Masisi. Cette avancée provoque le déplacement de nombreux civils, suscitant des inquiétudes humanitaires quant à leur approvisionnement, les rebelles contrôlant désormais les principales voies de circulation de la région,.

#### Prise de Kanyabayonga
A partir de fin mai 2024, de violents combats ont lieu dans le territoire de Lubero aux alentours de la cité de Kanyabayonga. Ils opposent les combattants du M23 aux troupes de l'armée régulière, les FARDC, assisté de milices armées regroupé sous l'appelation wazalendo. Les forces en présence se disputent le contrôle de la localité, un lieu stratégique donnant accès au nord de la province du Nord-Kivu, dont la voie principale permet de rejoindre les villes de Lubero, Butembo et Béni au nord de la région, mais aussi Goma vers le sud,.
Le 28 juin 2024, après un mois de combat, les troupes du M23 prennent le contrôle de Kanyabayonga. L'appui des forces de défense du Rwanda (FRD) aurait été déterminant dans la victoire contre les FARDC, qui jusqu'à présent, épaulé par les wazalendo, faisaient déjoué les tentatives des rebelles. Les affrontements se déplacent vers Kaseghe, localité située à environ 20 Km au Nord de Kirumba, qui tombent elles aussi aux mains du M23,.

#### Entrée en vigueur de l'accord de cessez le-feu
Le 4 août 2024, alors que l'accord de cessez-le-feu négocié dans le cadre du processus de Luanda entre Kinshasa et Kigali, par l'entremise de l'Angola entre en vigueur, le M23 s'empare sans combattre d’Ishasha, une localité frontalière de l’Ouganda, après avoir pris le contrôle la veille de Nyamilima, une agglomération voisine, là aussi sans rencontrer d'opposition. Lors de la chute d'Ishasha, deuxième poste frontalier à passer aux mains du M23 après Bunagana le 13 juin 2022,, près de cent officiers de la police nationale congolaise sont repoussés par le M23, et traversent la frontière pour se réfugier en Ouganda, des centaines de civils fuient eux aussi la ville en direction de l'Ouganda, où ils sont pris en charge par les autorités locales et le haut commissariat aux réfugiés (HCR),.

### Période d'accalmie, échec des négociations et intensification des combats dans le Nord-Kivu (août 2024-janvier 2025)

#### Période d'accalmie et reprise des combats
Après la signature du cessez-le-feu négocié en août 2024, une période de relative accalmie est constatée, mais les affrontements reprennent en octobre dans le territoire de Lubero.

#### Sommet de Luanda annulé pour cause de désaccord entre le Rwanda et la RDC
Après plusieurs réunions entre les diplomaties du Rwanda et de la république démocratique du Congo (RDC), dans le cadre du processus de Luanda, une réunion tripartite entre Félix Tshisekedi, Paul Kagame et João Lourenço est prévue pour le 15 décembre 2024, mais le jour du sommet, Kagame ne fait pas le déplacement à Luanda, estimant selon Kigali, que le sommet n'était « plus pertinent », après que les négociations tenus la veille entre les ministres des affaires étrangères des deux pays se soient terminés par un échec,.
Après l’annulation du sommet, les affrontements entre les belligérants redoublent d’intensité pour le contrôle de diverses localités dans la province du Nord-Kivu.

#### Avancée du M23 dans territoire de Lubero
Dans le territoire de Lubero, où selon l'ONU, 100 000 personnes ont déjà fuit les combats depuis le 2 décembre, le M23 continue son avancée, gagnant du terrain dans la région.
Le 15 décembre, après dix jours de violents affrontements entre les rebelles du M23 et les FARDC appuyée par les wazalendo, la ville de Matembe (en), verrou stratégique pour la défense de Lubero-centre, chef-lieu du territoire, située à environ soixante kilomètres, est conquise par le M23, qui, equipé de chars de combat et faisant usage d’armes lourdes, force les FARDC a se retirer dans les environs. Le lendemain la localité d'Alimbongo tombe elle aussi, et passe sous le contrôle du M23,. Fin décembre, la ligne de front se trouve à une cinquantaine de kilomètres de Lubero, instaurant un climat de peur dans la population civile, qui craint l'arrivée du M23 mais aussi subit les pillages des troupes de l'armée régulière, censée les protéger.

#### Bataille de Masisi-Centre
À partir du 2 janvier 2025, de violents combats prennent place dans le territoire de Masisi, aux environs de Katale, une localité située à une vingtaine de kilomètres au sud-est de la ville de Masisi, qui est convoité par les rebelles du M23, selon plusieurs sources concordantes. Le 3 janvier, le M23 prend le contrôle de Katale, dernier verrou avant Masisi, et le 4 janvier, après trois jours de combats dans la région, les rebelles s'emparent de Masisi, à l'issue d'intenses combats opposant les troupes du M23 aux Forces armées de la république démocratique du Congo (FARDC), et aux milices locales wazalendo. À la suite de cette conquête, de nombreux habitants fuient la ville,. Selon l'ONU, les affrontements auraient entraîné le déplacement de plus de 100 000 personnes. Dans les jours qui suivent la prise de Masisi-Centre, la communauté internationale condamne l’offensive et appelle la rébellion à respecter le cessez-le-feu conclu en juillet 2024. De son côté le Rwanda, affirme que de nombreuses parties de la localité étaient sous la coupe des FDLR, et regrette le langage « biaisé et simpliste » de la communauté internationale, qui selon lui ne condamne pas « la violation permanente de l'intégrité des terres congolaises appartenant aux communautés congolaises, y compris les Tutsi congolais. ».
Le 8 janvier, alors que la veille les offensives des forces loyalistes ont permis de récupérer les collines « des trois antennes », de Kihuli et la vallée de Kimoka autour de la ville de Sake, ainsi que l'agglomération de Ngungu dans le territoire de Masisi, l'armée congolaise qui s'est regroupé et réorganisé à la suite de leur retraite du 4 janvier de Masisi-Centre, lance une offensive contre les positions de la rébellion dans Masisi. Quelques heures après le début de l'assaut, la cité est reconquise par les FARDC et leurs supplétifs wazalendo, et plus tard dans la journée, l'agglomération voisine de Lushebere est elle aussi reprise,. Médecins sans frontières (MSF), indique qu'environ 10 000 personnes auraient trouvés refuges dans l'hôpital général de Masisi ainsi que dans la base de MSF à la suite des affrontements. La majorité des personnes cherchant protection étant des femmes et des enfants. Cet afflux de déplacés laisse craindre à MSF une crise alimentaire et sanitaire si la situation venait à perdurer.
Le 9 janvier, le M23 lance une nouvelle attaque en début de matinée, et après de nouveaux affrontements qui les opposent à l'armée régulière et aux wazalendo, Masisi-Centre repasse sous le contrôle de la rébellion.

#### Lancement de l'Opération Caterpillar II par les FARDC
A la suite de la reconquête de Ngungu par les forces congolaises, les Forces armées de la république démocratique du Congo (FARDC), pour répondre aux violations de cessez-le-feu du M23 et à leur progression dans le territoire de Masisi, mettent en place l’opération « Caterpillar II »,. Cette opération est coordonnée par les commandants des provinces du Nord et Sud-Kivu, et a comme objectif de reprendre les territoires conquis par la rébellion et endiguer leur progression.

### Prise de Goma, et expansion territoriale du M23 dans le Nord-Kivu et le Sud-Kivu (janvier 2025-février 2025)
À partir du 10 janvier 2025, dans la province du Nord-Kivu, plusieurs lignes de fronts voient le jour dans les territoires de Nyiragongo, de Masisi, de Rutshuru ainsi que dans le sud du territoire de Lubero,, où de violents combats opposent les FARDC et leur supplétifs wazalendo à la coalition des troupes du M23 et des Forces rwandaises de défense (FRD) pour le contrôle des zones territoriales. Les troupes loyalistes délogent les forces rebelles de plusieurs localités du territoire de Masisi,,, et un nouvelle offensive lancée par le M23 pour récupérer l'agglomération de Ngungu et ces environs, entraine de nouveaux déplacements de la population qui cherchent à fuir les combats. Selon l’UNHCR, plus de 230 000 personnes ont été déplacées depuis le début de l'année à la suite de l’intensification des combats dans la région, portant à 4,6 millions le nombre de personnes déplacés internes dans les provinces du Nord et Sud-Kivu,.
Dans le même temps, le M23 intensifie ses efforts pour percer dans la province du Sud-Kivu, et continuer son expansion territoriale. Le 18 janvier 2025, la rébellion s'empare de la cité minière de Lumbishi dans le territoire de Kalehe, qu'elle avait perdu quelques jours plus tôt, et dans les jours qui suivent lancent un double assaut sur Minova (en) et Bweremana, deux localités voisines, mais situées respectivement dans les territoires du Sud et du Nord-Kivu. le 21 janvier, après de longs et violents combats dans les chefferies des collines alentour, les deux localités passent elles aussi au mains du M23,, coupant une importante voie d'approvisionnement vers la capitale provinciale de Goma, qui se trouve de plus en plus isolé et encerclée par les combats,, qui se tiennent maintenant dans les collines surplombant Sake, à une vingtaine de kilomètres à l'ouest de Goma.

#### Bataille de Goma
Dans les jours qui suivent la prise de Minova, de violents affrontements ont lieu dans les environs de Sake. Les Forces armées de la république démocratique du Congo (FARDC) et leurs alliés y affrontent le Mouvement du 23 mars (M23), soutenus par les Forces rwandaises de défense (FRD) qui cherchent à prendre le contrôle de Sake, une localité stratégique considérée comme le dernier verrou sécuritaire à l'ouest de Goma.
Durant les affrontements, les belligérants font usage d'armes légères et lourdes, les forces armées congolaises se trouvent sous le feu des M23/FRD, qui bombardent leur position dans Sake, auquel les forces régulières disent riposter avec des lance-roquettes, et des hélicoptères de combat sont utilisés par les FARDC, en appui des troupes congolaises au sol, pour tenter de stopper l'avancée des rebelles,. Des armes technologiques tel que la manipulations de signaux GPS pour perturber les communications des forces loyalistes seraient utilisés par le Rwanda, dont l’usage a déjà été reproché plusieurs fois à kigali par les États-Unis et des experts de l'ONU. Lors des affrontements, des obus de mortier, provenant d'une zone contrôlée par le M23, touchent une position de la MONUSCO à Sake, et blessent légèrement trois casques bleus, le gouverneur du Nord-Kivu, le général Peter Cirimwami, décéde à la suite d'une blessure subit le 23 janvier près d'une ligne de front,, et les combats provoquent le déplacements de nombreux civils qui cherchent à fuir les combats et se dirigent vers Goma.
Le 24 janvier, un nouveau front est ouvert par le M23 à Kibumba, situé à une vingtaine de kilomètre au nord de Goma, tandis qu'à Sake, des RDF auraient pris position la veille dans la ville, et que les militaires congolais et leur supplétifs wazalendo sont rejoints au front par les forces de la Mission de la Communauté de développement d’Afrique australe en république démocratique du Congo (SAMIDRC), la MONUSCO, qui a activé et renforcé l’opération Springbok,,, ainsi que des combattants roumains d’une société de sécurité privée. Durant les combats treize soldats étrangers, sont tués : trois casques bleus, et dix soldats de la SAMIDRC.

Carte de la bataille de Goma de 2025

Au 25 janvier, la situation de Sake reste confuse, Le M23 a annoncé avoir pris le contrôle de la ville, ce que confirme des sources officielles dont l'ONU et le Royaume-Uni, ainsi que des sources locales, qui indiquent qu'une grande partie de la localité serait contrôlée par le M23,, mais la prise de la ville n'est pas confirmé par les autorités congolaises, qui déclarent avoir repoussé l'attaque du M23 sur Sake lors d'une contre-offensive,,.
Le 26 janvier, les combats se poursuivent à une dizaine de kilomètres de Goma, tandis que sur le plan diplomatique, les appels internationaux à un cessez-le-feu se multiplient. L’Union africaine réclame « la stricte observation du cessez-le-feu convenu entre les parties », l'Union européenne appelle le M23 à « arrêter son avancée » et le Rwanda à « se retirer immédiatement ». António Guterres, le secrétaire général de l'ONU, appel pour la première fois depuis la résurgence de la rébellion les forces rwandaises à « cesser de soutenir le M23 et à se retirer du territoire de la RDC »,, et les événements poussent le Conseil de sécurité des Nations unies à se réunir en urgence,. Dans les jours précédents les autorités congolaises ont rompus les liens diplomatiques avec le gouvernement rwandais,, demandant à ce dernier de quitter le territoire : le 24 janvier, le Rwanda rappelle ses derniers diplomates présents à Kinshasa,, de son côté la RDC rappelle le personnel diplomatique du pays le 25 janvier.
Lors de la session d’urgence du Conseil de sécurité, la ministre congolaise des Affaires étrangères, Thérèse Kayikwamba Wagner, dénonce une « agression frontale » menaçant la souveraineté de la RDC. Elle demande l’imposition de sanctions contre les autorités rwandaises ainsi qu’un embargo sur les exportations de minerais en provenance du Rwanda. La représentante spéciale du secrétaire général des Nations unies et cheffe de la MONUSCO, Bintou Keita, confirme que le M23 bénéficie de renforts en provenance du Rwanda au environ de Goma, à proximité de la base MONUSCO de Munigi. Lors de cette même session, l’ambassadeur du Royaume-Uni souligne que les attaques ciblant la MONUSCO peuvent constituer des crimes de guerre passibles de sanctions. L’ambassadrice des États-Unis condamne fermement les hostilités menées par le Rwanda et le M23 dans les localités de Goma et Sake. Elle appelle à un cessez-le-feu immédiat et exhorte les dirigeants congolais, rwandais et du M23 à donner des instructions claires pour éviter que les civils ne soient pris pour cible. Le Rwanda, sommé par l’ONU de se retirer de cette région, annonce pour sa part adopter une « posture défensive durable ». Il justifie cette décision en invoquant des combats constituant, selon ses déclarations, une menace à sa sécurité et à son intégrité territoriale.
Dans la nuit du 26 au 27 janvier, le M23 et l'armée rwandaise entrent dans Goma. L’Alliance du fleuve Congo, une coalition anti-gouvernementale qui regroupe des groupes armés et des partis politiques, dont le M23, revendique sa capture et indique avoir ordonné aux militaires congolais de se rendre et de déposer les armes.

#### Avancée vers Bukavu
À la suite de la prise de Goma, le M23 continue son avancée en république démocratique du Congo (RDC), son nouvel objectif semble être la ville de Bukavu, la capitale de la province du Sud-Kivu, une région dont la MONUSCO s’est retiré en juin 2024. Lors de la progression de l’insurrection vers le sud, des affrontements opposent les rebelles et les forces rwandaises aux Forces armées de la république démocratique du Congo (FARDC) et leurs alliés, des soldats burundais et des groupes armés wazalendo, regroupés dans la zone de Nyabibwe, à environ 80 kilomètres de Bukavu.
Le 30 janvier 2025, selon l’ONU, les troupes de la rébellion se trouvent à environ 60 kilomètres au nord de Bukavu, à quelques kilomètres seulement de l’aéroport de Kavumu. Cette rapide avancée dans le Sud-Kivu, accroit les crainte de l’ONU concernant une escalade régionale du conflit.
Le 3 février 2025, L'Alliance fleuve Congo (AFC), dont fait partie le M23, annonce un cessez-le-feu unilatéral pour raison humanitaire, avec entrée en vigueur le 4 février, et déclare n'avoir « aucune intention de prendre le contrôle de Bukavu ou d’autres localités ».
Le 5 février, les troupes du M23 et les Forces rwandaises de défense (FRD) reprennent les combats au Sud-Kivu et s'emparent rapidement de la cité minière de Nyabibwe.

#### Démantèlement des camps de réfugiés de Goma
À Goma, L'AFC/M23 pousse les populations à quitter les camps de réfugiés installés aux portes de la ville à rentrer chez elles. Le 9 février, les rebelles donnent un ultimatum de 72 h, aux déplacés pour quitter les camps autour de Goma et retourner dans leurs villages d'origine. Les camps de Bushagara et Kanyaruchinya sont démantelés juste après la prise de Goma par le M23. Certains habitants du camp de Kanyaruchinya indiquent avoir subi des pressions pour partir. Mais la plupart assurent avoir préféré rentrer d'eux-mêmes, avant d'être forcés à le faire. Le 14 février, le camp de Bulengo, situé à l'ouest de Goma, était presque vide,. Cependant, les conditions de sécurité ne sont pas réunies, et les déplacés craignent de retourner dans des zones toujours dangereuses. Ce retour forcé se fait sans soutien logistique adéquat, aggravant la situation des personnes vulnérables. Selon Human Rights Watch, Le groupe rebelle M23 organise un démantèlement illégal des camps de réfugiés. Le droit international interdisant le déplacement forcé de civils, sauf pour leur sécurité ou des raisons militaires, ces actions pourraient constituer un crime de guerre.

### Sommet SADC-EAC et appelle à un cessez-le-feu (8 février 2025)
Le 8 février 2025, un sommet régional extraordinaire se tient à Dar es Salam, en Tanzanie, il réunit les membres de la Communauté d'Afrique de l'Est (EAC) et de la Communauté de développement d'Afrique australe (SADC) pour aborder la situation sécuritaire dans l'est de la république démocratique du Congo (RDC),. A l'issue du sommet, les dirigeants appellent à un cessez-le-feu immédiat et inconditionnel.

### Reprise des combats dans le Nord-Kivu et le Sud-Kivu (février 2025-avril 2025)

#### Front du Nord-Kivu: Offensives dans les territoires de Lubero, Masisi et Walikale
Dans le Nord-Kivu, après plusieurs semaines d’accalmie dans le territoire de Lubero, les troupes du Mouvement du 23 mars (M23) et des Forces rwandaises de défense (FRD), qui selon la société civile de Lubero se sont renforcés après la chute de Goma, lancent une nouvelle offensive dans le territoire.
Le 9 février 2025, les affrontements reprennent, malgré l'appel au cessez-le-feu lancé la veille lors du sommet SADC-EAC. Selon le gouvernement congolais, les troupes du M23/FRD, bombardent les positions des FARDC à Ndoluma, dans la chefferie des Bamate, territoire de Lubero. L'attaque fait quatorze morts, dont des civils, et plusieurs blessés. Le gouvernement signale également des attaques similaires en début de semaine dans les localités de Kanyambi, Ndolama et Tshulo, dans le même territoire. Le 11 février, de violents affrontements éclatent entre les rebelles du M23, soutenus par l'armée rwandaise, et les FARDC, appuyées par les wazalendo, sur la ligne de front de Lubero. Les rebelles larguent des bombes sur des positions de l'armée congolaise à Kivisire, à 15 km de Mambasa, où des tirs à l'arme lourde sont entendus,. Les combats se poursuivent les jours suivants, notamment le 13 février, où des détonations d'armes lourdes sont de nouveau entendues à Kivisire,.
Le 18 février, les forces du M23/FRD, contournent les positions militaires congolaises à Mutongo et Kanyambi, et prennent le contrôle de Ndoluma après des combats intenses avec les forces armées congolaises, qui se replient dans le village de Kitsombiro. Le lendemain les rebelles s'emparent de Kitsombiro, à 30 km de Lubero-centre, après des affrontements avec les FARDC, qui se replient à Katondi.
Le 20 février, les rebelles tentent de progresser dans les environs, les affrontements se concentrent entre les villages de Kitsombiro et Katondi, où l'armée congolaise est installée. Elle repousse les rebelles dans la périphérie de Kitsombiro sans les déloger de l’agglomération.
L'offensive du mouvement rebelle dans cette zone provoque la fuite des habitants des villages environnants vers Lubero-centre et Butembo, suscitant l'inquiétude des résidents locaux face à l'afflux de déplacés. La fermeture de centaines d'écoles dans la zone, privent de nombreux enfants d'accès à l'éducation et exacerbe les tensions causées par les mouvements rebelles. Les combats se rapprochant de Lubero-centre, plusieurs centaines de familles se réfugient à Butembo.

##### Déploiement de troupes ougandaises en Ituri
Parallèlement, à l’avancée du M23 et de militaires rwandais vers le nord de la province du Nord-Kivu, des Forces de défense du peuple ougandais (UPDF) sont envoyées pour sécuriser la ville de Bunia dans la province de l'Ituri. Selon les gouvernements congolais et ougandais, l'envoi de troupes est effectué dans le cadre de l'opération Shujaa qui a pour but de combattre les ADF. Mais cet apport de troupe amplifie la crainte de certains analystes d'une implication régionale dans le conflit, qui conduirait à une répétition de la situation de 1998, lorsque l'Ouganda et le Rwanda ont soutenu des groupes rebelles dans la région durant la deuxième guerre du Congo, et où des affrontements entre les armées rwandaises et ougandaises lors de la guerre des 6 jours à Kisangani, ont causé plus de 1 000 morts et plusieurs centaines de blessés parmi les civils.

##### Traque de soldats loyalistes dans les hôpitaux de Goma
Début mars à Goma, les hôpitaux Heal Africa et CBCA Ndosho sont pris d'assaut par des combattants du M23. Un total d’environ 130 patients, accusés d'être des soldats ou des miliciens pro gouvernementaux wazalendo sont emmenés de force dans un lieu inconnu,,. L'ONU condamne ces actions et demande le retour immédiat des prisonniers, rappelant que les hôpitaux doivent être protégés en toutes circonstances en vertu du droit international humanitaire,.

##### Remises de combattants du FDLR au Rwanda
Le 1er mars 2025, vingt combattants présumés des Forces démocratiques de libération du Rwanda (FDLR) vêtus d'uniformes portant le drapeau de la RDC, sont remis par le M23 aux autorités rwandaises. La remise s'effectue au poste-frontière entre Goma (RDC) et Gisenyi (Rwanda). Parmi les prisonniers figure le général Ezéchiel Gakwerere, accusé d'avoir participé au génocide des Tusti de 1994 au Rwanda, et le commandant Gilbert Ndayambaje, condamné en 2018 à la perpétuité pour crimes contre l'humanité en RDC. Le M23 déclare poursuivre la traque d'autres membres des FDLR à Goma. Le colonel Joseph Mweisire des Forces rwandaises de défense (FRD) affirme que cette arrestation contribuera à la pacification de la région et que les rebelles seront poursuivis en justice.

##### Avancée du M23 dans les territoires de Masisi et Lubero, et allégeance des FPP-AP au M23
Le 2 mars, les rebelles du M23 prennent le contrôle de Kasugho, une localité située à 45 km à l'ouest de Lubero-centre, après des combats contre les forces armées congolaises et les wazalendo. Les rebelles, venus d'Alimbongo via Bingi, ont provoqué la fuite de nombreux habitants vers Lubero-centre et les environs. Les observateurs s'interrogent sur les intentions des rebelles, qui pourraient viser à contrôler l'axe d'évacuation des minerais ou à contourner les barrages sécuritaires ougandais, qui empêche les rebelles de progresser sur l'axe Kipese. La prise de Kasugho marque une avancée significative pour les rebelles du M23, après une semaine d'impasse dans une zone sous influence ougandaise. Depuis plusieurs semaines, l'Ouganda a déployé ses militaires à Lubero et le long des axes Kipese, Masereka et Kasugho, rassurant les habitants que les rebelles ne progresseront plus au Grand-Nord. Cette région, frontalière avec l'Ouganda, est stratégique pour les échanges commerciaux avec les commerçants Nande et pour la lutte conjointe contre les rebelles des Forces démocratiques alliées (ADF), affiliés à l'État islamique.
Dans la nuit du 5 au 6 mars, une attaque menée par des milices wazalendo cause la mort d'au moins 35 personnes à Tambi, un village du territoire de Masisi, contrôlé par le M23. Les habitants du village attaqué, étaient récemment revenus après avoir fui les combats entre le M23 et l'armée congolaise et les milices loyalistes.
Le 7 mars, après cinq jours d'occupation, les rebelles du M23, se retirent de Kasugho, commettant des pillages avant de quitter la ville. Ils se dirigent vers Bunyatenge, une région minière d'or. Les wazalendo, informés du retrait de la rébellion, reviennent dans la localité et abattent un homme armé en état d'ivresse, présumé être un rebelle du M23. Le fonctionnaire délégué de l'État à Kasugho, Paluku Kuliumbwa, confirme les pillages et précise que Kasugho est désormais contrôlé par les miliciens wazalendo, bien que des sources de la société civile mentionnent la présence de militaires ougandais de l'UPDF à proximité. Le mobile du retrait des rebelles du M23 de Kasugho reste inconnu. Certaines sources suggèrent qu'ils laissent place à l'armée ougandaise, dont le chef d'État-major, le général Muhoozi Kainerugaba, a déclaré sur le réseau social X que les rebelles devraient reculer de 20 km au sud de leurs positions actuelles dans le territoire de Lubero pour libérer les zones sous influence ougandaise. Le même jour, le général autoproclamé Kabido, chef milicien du Front de patriotes pour la paix-armée du Peuple (FPP-AP) et alliés jusqu'à présent du gouvernement congolais, fait allégeance au M23. Cette alliance est officialisée à Mbwavinywa, près de Bunyatenge, où les rebelles du M23 se dirigent après avoir quitté Kasugho. Le porte-parole du FPP-AP, Augustin Darwin, justifie cette décision par l'affairisme des militaires congolais, le retrait inexpliqué des troupes au front, et le manque de soutien logistique aux groupes d'autodéfense. Le FPP-AP, l'un des groupes armés les mieux structurés du Nord-Kivu, contrôle plusieurs villages et perçoit des taxes locales. Plusieurs autres groupes wazalendo condamnent cette décision, craignant que le M23 ne gagne ainsi un contrôle accru sur la région.
Le 9 mars, la cité de Nyabiondo, située dans le territoire de Masisi, passe sous le contrôle des rebelles du M23, après des combats intenses contre les FARDC et les miliciens de l'Alliance des patriotes pour un Congo libre et souverain (APCLS). Les affrontements provoquent un déplacement massif de civils, notamment vers Kashebere, Kibua et Walowa Yungu. La situation reste tendue malgré un calme apparent, et l'aide humanitaire est quasi inexistante dans la région, à l'exception de Médecins sans frontière à Nyabiondo. Le lendemain, les troupes du M23 progressent sans combats jusqu'à Kaanja, situé à 6 km de Nyabiondo, continuant de se rapprocher du territoire de Walikale, une région riche en minerais.

##### Offensive dans le territoire de Walikale
Le 12 mars, le Mouvement du 23 mars (M23), prend le contrôle de Kashebere, dans le territoire de Walikale et progressent vers Kibati, situé à 10 kilomètres, avec l'intention déclarée d'atteindre la localité de Walikale (chef lieu du territoire homonyme), situé à environ 110 kilomètres. Les routes étant quasi inexistantes, les rebelles avancent à pied, tandis que l'armée se repositionne vers Kibua pour tenter de les arrêter.
À partir du 15 mars, les forces du M23 intensifient leur offensive vers la localité de Walikale. Le 15 mars, ils prennent le contrôle de Kibua, à 80 kilomètres du chef lieu du territoire. Le 16 mars, ils progressent jusqu'à Mpofi, à 52 kilomètres de Walikale. Le 17 mars, les combats se rapprochent de Mutakato, à 25 kilomètres de Walikale. La situation est aggravée par le manque de routes, compliquant l'intervention des renforts de l’armée partis de Walikale pour stopper l’avancée des rebelles. Walikale est déserté par ses habitants, qui fuient principalement en direction de Kisangani par la route nationale 3 (RN3). Les déplacés trouvent refuge dans les villages le long de la RN3, et les déplacements se font principalement à pied, avec quelques motocyclistes assurant le transport à des prix élevés.

###### Chute de Walikale
Le 19 mars, des affrontements éclatent de nouveau entre les troupes M23 et les FARDC ainsi que leurs alliés wazalendo. Après une journée de combats, le M23 atteint Walikale, qui tombe aux mains des insurgés, entraînant la fuite de la population restante. Les forces armées congolaises se sont retirées pour éviter des pertes humaines, selon un des officiers des FARDC.
La prise de Walikale permet aux rebelles de contrôler la route nationale 3, un axe stratégique qui relie quatre provinces de l'est de la république démocratique du Congo : le Nord-Kivu, le Sud-Kivu, la Tshopo et le Maniema. L'occupation de Walikale marque la première incursion du groupe armé aussi loin à l'ouest du pays depuis sa formation en 2012, dans une zone riche en ressources minières, notamment l'or et l'étain.
Le 21 mars, l’armée congolaise tente une contre-offensive infructueuse avec l’appui de moyens aérien, causant tout de même des dommages matériels, affectant notamment le pont Lowa et l’aérodrome de Kigoma,. Par ailleurs des pillages systématiques, attribués à des hommes armés en tenue militaire, touchent plusieurs villages de la région, provoquant une psychose généralisée et incitant les habitants à se réfugier loin des axes principaux.
Dans les jours qui suivent la prise de Wakilale, les équipes humanitaires continuent leurs opérations pour secourir les blessés et récupérer les corps, afin de prévenir les épidémies.

###### Annonce du retrait de Walikale du M23
Le 22 mars, les rebelles du M23 annoncent leur intention de se retirer de Walikale. Selon les insurgés, cette décision vise à favoriser un climat propice au dialogue de paix,. Les rebelles préviennent que toute attaque des FARDC contre leurs positions ou les populations sous leur contrôle annulera immédiatement leur retrait. Le gouvernement congolais exprime l'espoir que cette annonce se traduise par des actions concrètes. Cependant, les forces armées congolaises restent sceptiques, soupçonnant une manœuvre visant à préparer une avancée vers Kisangani. À Walikale, la situation sur le terrain demeure confuse et tendue. Des détonations ont été signalées tout au long de la journée. L'armée congolaise a effectué des survols au-dessus de la cité, ciblant notamment l'aérodrome de Kigoma, selon des sources locales. Par ailleurs, des groupes armés wazalendo, ont été signalés à environ dix kilomètres de la ville. En fin de journée, l'armée congolaise indique qu'elle va s'abstenir de mener toute action offensive et invite les milices progouvernementales qui les soutiennent à en faire autant afin d'encourager la désescalade.
Le lendemain, les combats ont cessé dans la cité. Malgré l'annonce du retrait de Walikale, des éléments du M23 sont toujours présents dans la ville.

###### Poursuite des combats aux alentours de Walikale
Dans les jours qui suivent l'annonce du retrait du M23 de Walikale, la situation reste malgré tout tendue et volatile dans la région. L'armée congolaise et les rebelles, bien qu'affirmant tous deux respecter le cessez-le-feu, rendent cette mesure inapplicable sur le terrain en raison des accusations et des attaques réciproques : les FARDC accusent les rebelles de se renforcer et d'attaquer leur position à Walikale, Mulamba, Bulonge et Minembwe, le M23 accuse l'armée congolaise de ne pas respecter ses engagements et de maintenir ses drones d'attaque en activité,.
De violents combats opposent les troupes du M23 aux combattants wazalendo dans les villages environnants Walikale, entraînant de nouveaux déplacements de population,. Fin mars, le mouvement rebelle est toujours présent dans Walikale, et renforce ses positions par voie aérienne et terrestre,. Selon les sources d'actualite.cd, l'armée congolaise a également renforcé ses positions à Boboro, à 24 kilomètres de Walikale, avec des renforts provenant de Biruwe. Les FARDC bombardent l'aérodrome de Kigoma, prenant pour cible un aéronef qui ravitaille les forces du M23 depuis la prise de Walikale,, et les wazalendo attaquent les positions rebelles sur la colline abritant le bureau administratif du territoire de Walikale, parvenant à détruire cette position et à atteindre le camp militaire de Nyalusukula avant de se retirer. Les rebelles réduisent leurs patrouilles dans Walikale, se concentrant sur les axes stratégiques pour contrer les incursions des wazalendo. Des combats se déroulent également à Kampala, à 6 km de Walikale sur l'axe sud en direction de Nyasi. Début avril, des affrontements opposent de nouveau les rebelles du M23 aux miliciens wazalendo à Walikale, suite à une offensive de ces derniers, visant la position du M23 sur l’axe Walikale-cité Belge.

###### Aggravation de la situation humanitaire dans la région
L'occupation de Walikale par le M23 contraint les habitants à se réfugier dans des zones éloignées ou à l'hôpital général de la ville, entraînant une surpopulation et une pénurie de nourriture. Les affrontements dans la région ont provoqués, depuis janvier, le déplacement massif de 21 000 personnes vers la commune de Lubutu, dans la province du Maniema. Les personnes déplacés endurent des conditions de vie précaires, marquées par une forte promiscuité et un manque de fournitures scolaires, ce qui contraint les enfants déplacés à se retrouver en dehors du système scolaire. La présence des déplacés exacerbe les difficultés locales, notamment en réduisant l'accès à l'eau potable et en surchargeant les structures sanitaires.

###### Retrait du M23 de Walikale
Le 3 avril, les rebelles du M23 se retirent de Walikale dont ils avaient pris possession le 19 mars, tandis que les FARDC et les wazalendo se redéploient dans la cité, permettant le retour progressif des déplacés,. Cependant, des tensions persistent avec des pillages et des affrontements entre factions wazalendo, résultant en plusieurs blessés et un civil tué. La situation humanitaire est extrêmement difficile, avec 80 % de la population de Walikale déplacée, et des difficultés d'accès aux soins de santé pour les habitants et de ravitaillement pour les équipes locales de Medecins sans frontières (MSF) en ressources médicales et en personnel,. Depuis le retrait des rebelles, 24 corps en état de décomposition ont été découverts par les habitants qui commencent à revenir dans la région. Nombre d'entre eux trouvent leurs maisons pillées ou détruites,.

#### Front du Sud-Kivu: prise de Bukavu, avancée dans le sud de la province
À la suite du cessez-le-feu décrété lors du sommet SADC-EAC le 8 février, une accalmie de courte durée est constaté dans le Sud-Kivu, mais les combats reprennent le 11 février. Les forces des M23/FRD attaquent des positions de l'armée congolaise près d'Ihusi, à 70 km de Bukavu, et les rebelles tentent de prendre le contrôle des hauts plateaux afin de couper les voies d'approvisionnement des FARDC. Mais l'offensive est contenue par les militaires burundais.
Dans son rapport mensuel, l'OCHA indique que depuis le 29 janvier, au moins 30 000 personnes provenant des villages situés sur le littoral de Minova (en) se sont déplacées vers le territoire d'Idjwi, ainsi que vers Kalehe-centre, Katana, Kavumu, Mudaka et Bukavu. D'autres déplacés se dirigent vers Bunyakiri à l'ouest de Kalehe, et Kalungu, au nord,.
Le 12 février, les troupes M23/FRD prennent le contrôle de Kalehe-centre et Ihusi, forçant les militaires congolais à se replier. La coalition occupe la partie littorale du territoire de Kalehe, tandis que les forces gouvernementales conservent le contrôle du haut plateau où se trouve la chefferie de Buloho. Les rebelles progressent jusqu'à Kasheke, les militaires congolais se repliant à Kabamba. Le gouvernement congolais condamne la violation du cessez-le-feu par le Rwanda et le M23, et appelle à une réunion urgente des chefs d’État-major décidé lors du sommet SADC-EAC.
Le 11 mars, le M23 prend le contrôle de Kaziba, dans le territoire de Walungu, et des villages environnants après de violents combats contre les milices wazalendo et l'armée burundaise. Une vingtaine de soldats burundais seraient morts au combat avant que ceux-ci ne finissent par battre en retraite. Le 15 mars, les wazalendo reprennent le contrôle de Kiziba sans combat. Le M23 n'y était que de passage, la colonne armée a quitté les lieux en direction du sud où ils ont rejoint les Twirwaneho.

##### Chute de Bukavu
Le 14 février, le M23 et les forces rwandaises avancent sur la route nationale 2 en direction de Bukavu, et prennent le contrôle de Kabare, Kabamba, Katana, et l'aéroport de Kavumu, un site stratégique qui permet le ravitaillement et le transport des troupes de l’armée congolaise, ainsi que le dernier verrou avant Bukavu. Les rebelles continuent leur avancé et pénètrent dans les faubourgs nord-ouest de Bukavu, rencontrant très peu de résistance, les forces armées congolaises et burundaises s'étant repliées vers le sud-est en direction de la frontière avec le Burundi,. Le lendemain, l'insécurité s'accroît dans Bukavu où des pillages généralisés ont lieu. Des groupes de jeunes, se présentant comme des wazalendo et des civils armés participent à ces exactions. Les habitants craignant une escalade de la violence se réfugient chez eux ou tentent de fuir la ville,.
Le 16 février, le M23 entre finalement dans le centre de Bukavu, sous les applaudissements d'une partie de la population. Le groupe prend le contrôle de plusieurs quartiers et lieux clés, dont la résidence du gouverneur et le poste frontière de Ruzizi 1 avec le Rwanda. Après la prise de Goma fin janvier, cette avancée permet au M23 et à son allié rwandais de contrôler les deux côtés de la frontière du lac Kivu et les ravitaillements par voie aérienne,. La dernière fois que la république démocratique du Congo a perdu simultanément le contrôle des deux capitales du Kivu remonte à 1998, durant la deuxième guerre du Congo.

##### Avancée dans le sud de la province
Après la prise de Bukavu, le M23 continue son expansion territoriale dans le Sud-Kivu. Ils progressent vers le sud de la province, en direction d'Uvira. Dans la soirée du 18 février, après de violents affrontements avec les militaires burundais, l'armée congolaise et des wazalendo, la rébellion prend le contrôle de la cité de Kamanyola, située dans le territoire de Walungu à 45 km de Bukavu. Défait les forces burundaises se replient vers la plaine de la Ruzizi, alors que l'armée congolaise a déjà battu en retraite à Uvira,. Kamanyola est une zone stratégique, poste frontière avec le Rwanda et le Burundi, positionné sur la route nationale 5 (RN5). La capture de la ville permet au M23 de poursuivre sa progression vers Uvira, située à environ 75 kilomètres au sud, et à quelques kilomètres de la frontière avec le Burundi. Luvungi tombe elle aussi aux mains du M23.
Face à l'avancée des combattants du M23 et de leurs alliés rwandais, le Burundi retire discrètement des troupes de l'est de la RDC, avant qu'elle ne soient pris au piège par l'arrivée du M23 à Uvira. Bien que des démentis officiels soient émis, des sources officielles et militaires confirment ce retrait,. Elles font mention de soldats burundais qui rentrent à pied au Burundi, traversant la rivière Rusizi à Sange, affamés et sans munitions.
Le 19 février, des colonnes de combattants du M23 continuent leur avancé le long de la RN5 et prennent le contrôle de Sange, situé à 35 kilomètres d’Uvira sans déclencher de combats, la population s'étant réfugiés dans les montagnes environnantes. Dans le même temps à Uvira, des affrontements entre les Forces armées de la république démocratique du Congo (FARDC) et les miliciens wazalendo causent la mort d'au moins 17 personnes. Les miliciens s'opposent au départ des militaires vers Kalemie, avec leur armes de guerre, exigeant que ces équipements restent à Uvira, et exécutant sommairement ceux qui désobéissent à cet ordre. Ces violences entraînent des pillages et des exactions perpétrés par les soldats à l'encontre de la population locale, poussant la majorité des habitants à fuir vers le Burundi, Kalemie ou Moba. Les habitants restant vivent dans la peur, confinés chez eux. Le 20 février, des colonnes de militaires congolais provenant de la plaine de Ruzizi traversent la ville pour rejoindre le port de Kalundu, espérant embarquer vers Kalemie. Plusieurs quartiers sont sous le contrôle des miliciens wazalendo, et les stations de radio locales ont cessé d'émettre. La population s'informe principalement via des médias internationaux et des radios burundaises.
Le 25 février, L'armée congolaise lance une attaque contre les rebelles Twirwaneho, un groupe armé aligné sur le M23, autour de la ville de Minembwe au Sud-Kivu dans le but de la reprendre, et affirme avoir tué quatre commandants rebelles dans une frappe de drone.

##### Explosions lors d'un rassemblement du M23 à Bukavu
Le 27 février 2025, lors d'un rassemblement public organisé par le M23 sur la place de l'Indépendance à Bukavu, deux explosions causent la mort d'au moins 11 personnes et blessent plus de 70 autres. Les explosions ont déclenché une panique générale parmi les milliers de participants. Les circonstances exactes de l'attaque restent floues : Le M23 accuse le gouvernement congolais d'être derrière cet acte, le président Félix Tshisekedi qualifie ces actes de terroriste et accuse le M23 et le Rwanda sans les nommer directement.

##### Avancé dans les territoires de Mwenga, Walungu et d'Idjwi
Le 3 mars 2025, après des combats intenses contre les miliciens wazalendo, les troupes du M23 pénètrent dans le territoire de Mwenga. Ils atteignent plusieurs villages, dont Tibimbi. Les rebelles continuent leur avancé vers le village de Mufa et traversent la rivière Kadubo pénètrant dans le territoire de Walungu, où des combats prennent place notamment dans les groupements de Walungu et Kaniola (en). Dans la nuit du 10 mars, après une journée de combats contre les Forces armées de la république démocratique du Congo (FARDC) et les miliciens wazalendo, les troupes du M23 ont pris le contrôle de Kaziba (en), une chefferie du territoire de Walungu, située à plus de 50 kilomètres de Bukavu.
Le 12 mars, les rebelles atteignent par bateaux le territoire insulaire d'Idjwi, une zone jusque-là épargnée par les groupes armés. Dans les hauts plateaux d'Uvira, les troupes du M23 prennent le contrôle des villages de Rurambo et Kigarama, à la suite de l'allégeance du groupe wazalendo Rushaba à leur rébellion. Une alliance couplé à celle des miliciens Twirwaneho qui permet de faciliter la progression du M23. Le 13 mars, les affrontements se poursuivent à Kigarama, tandis que plusieurs villages restent sous le contrôle de la coalition gouvernementale.
L’AFC/M23, grâce à l'allégeance du groupe Twirweneho qui opérent dans les territoires de Mwenga et Fizi, sont présents dans sept territoires du Sud-Kivu : Mwenga, Walungu, Kalehe, Kabare, Uvira, Fizi, et Idjwi, seul le territoire de Shabunda n'est pas impacté par l’offensive du M23 dans la province.

### Négociations entre la RDC et l'AFC/M23, et poursuite de l'expansion du M23 (avril 2025-mai 2025)
Le 9 avril 2025, des négociations entre l'Alliance fleuve Congo/Mouvement du 23 mars (AFC/M23) et le gouvernement de la république démocratique du Congo (RDC) débutent à Doha, sous la médiation du Qatar, à la suite d'une rencontre entre les présidents Félix Tshisekedi et Paul Kagame,. Ces pourparlers visent à résoudre le conflit dans l'est de la RDC, malgré des tensions persistantes sur le terrain, notamment des accrochages dans le Sud-Kivu, où des combats ont éclaté entre les forces soutenant les FARDC et le M23, notamment dans les territoires de Kalehe et Kabare, où des villages ont été repris par les wazalendo. Le 23 avril, un progrès notable est réalisé avec une déclaration conjointe des deux parties exprimant leur intention de travailler vers une trêve.
Le 25 avril, les ministres des Affaires étrangères de la république démocratique du Congo et du Rwanda signent à Washington une « déclaration de principes » sous l'égide des États-Unis, réaffirmant le respect de l'intégrité territoriale, sans mentionner la présence de l'armée rwandaise en RDC.
Le texte encourage une coopération entre les deux pays pour la gestion des parcs nationaux transfrontaliers et des ressources minières.
Malgré les appels internationaux à un cessez-le-feu et les efforts de médiation des États-unis et du Qatar, le M23 poursuit son avancée dans l'est de la RDC.
Dans la province du Sud-Kivu, les rebelles s'emparent, le 30 avril 2025, de la localité de Kaziba, située à environ 30 kilomètres de Bukavu. Kaziba, qui compte environ 60 000 habitants, constitue un nœud routier stratégique permettant notamment d'accéder aux plateaux dominant la ville d'Uvira, toujours controlé par les forces armées régulières. Selon Josaphat Musamba, chercheur au Groupe d'études sur le conflit et la sécurité Humaine (GEC-SH) de l'Institut supérieur pédagogique de Bukavu, cette avancée permettrait au M23 de progresser vers ces hauts plateaux pour y opérer une jonction avec le groupe Twirwaneho.
Au Nord-Kivu, c'est Lunyasenge, une localité située sur la côte ouest du lac Édouard, dans le territoire de Lubero, qui passe le 2 mai, sous le contrôle du M23. Les affrontements avec les militaires congolais auraient causé des pertes humaines importantes chez les troupes rebelles et les forces régulières.
Du 30 avril au 15 mai 2025, le Comité international de la Croix-Rouge (CICR) organise le rapatriement de 1 359 personnes désarmées des forces gouvernementales de la république démocratique du Congo (RDC), et leurs familles,. Ces individus, qui avaient trouvé refuge dans les installations de la MONUSCO pendant plusieurs mois en raison de la prise de contrôle de Goma par les rebelles du M23,, traversent une ligne de front, et parcourent près de 2 000 kilomètres pour se rendre de Goma à Kinshasa,. Cette opération, complexe et nécessitant d'importants moyens humains et logistiques, inclut plusieurs convois routiers ainsi que des transports aériens assurés par la MONUSCO et les Forces armées de la république démocratique du Congo (FARDC),.

### Accord de paix entre la RDC et le Rwanda (19 juin 2025)
Le 19 juin 2025, la république démocratique du Congo (RDC) et le Rwanda paraphent le texte d'un accord de paix qui prévoit « le respect de l'intégrité territoriale et l'arrêt des hostilités » dans l'est de la RDC, obtenu avec la médiation des États-Unis et du Qatar.  Le 27 juin, l'accord de paix est signé à Washington par les ministres des Affaires étrangères des deux pays, supervisé par le secrétaire d’État américain Marco Rubio. Un sommet inter-États est prévu fin juillet avec les présidents Félix Tshisekedi et Paul Kagame à la Maison Blanche. L'accord de Washington ne lie pas directement le M23, la résolution du conflit opposant la rébellion au gouvernement congolais a été spécifiquement désignée pour être traitée dans le cadre du processus de Doha.

### Nouveau cycle de pourparlers entre l'AFC/M23 et la RDC (juillet 2025)
Le 12 juillet 2025, un nouveau cycle de pourparlers s'ouvre à Doha entre le gouvernement de Kinshasa et l'Alliance fleuve Congo/Mouvement du 23 Mars (AFC/M23). Malgré cette initiative, et la pression exercée par États-Unis pour parvenir à un accord avant la rencontre prévue fin juillet à la Maison-Blanche avec les présidents Félix Tshisekedi et Paul Kagame, le risque d'une confrontation entre les Forces armées de la république démocratique du Congo (FARDC) et la rébellion de l'AFC/M23, est toujours présent,. Les deux parties s'accusent mutuellement de renforcer leurs positions militaires en vue d'une prochaine offensive, notamment sur l'axe stratégique d'Uvira dans le Sud-Kivu, ville frontalière du Burundi,. Le ministre de la défense nationale, Guy Kabombo Muadiamvita, indique que la situation est marquée par des mouvements incessants de troupes et de matériel le long des lignes de front dans les provinces du Nord et Sud-Kivu, où un renforcement significatif des troupes rwandaises est noté, avec pour objectif, selon le ministre, de s'emparer de territoires sous contrôle des FARDC, notamment celui d'Uvira. Tandis que l'AFC/M23 accuse la RDC de se renforcer sur l'ensemble du front, de braquer  « délibérément » avec ses alliés, dont les Forces armées du Burundi, « leurs armes lourdes vers des zones densément peuplée », et de saboter les négociations.

### Déclaration de principes, et persistance des combats (19 juillet 2025- )
Le 19 juillet 2025, une déclaration de principes est signée à Doha entre l'Alliance fleuve Congo/Mouvement du 23 mars (AFC/M23) et le gouvernement de la république démocratique du Congo (RDC), sous la médiation du Qatar. Cette déclaration établit un cadre pour la mise en place d'un cessez-le-feu, dont l'entrée en vigueur est prévu pour le 29 juillet 2025. Cependant, les signataires s’engagent à appliquer immédiatement les termes de l’accord.
Bien que cet accord ait permis d'empêcher toute offensive majeure depuis sa signature et de geler les lignes de front, les combats ne cessent pas pour autant. Dans les provinces du Nord-Kivu et du Sud-Kivu des affrontements continuent d'opposer le M23 à divers groupes wazalendo, alliés des autorités congolaises.

#### Front du Nord-Kivu
Dans le territoire de Masisi, le M23 prend le contrôle de plusieurs localités,,, et attaque les positions de groupes armés que la rébellion accuse de complicité ou d’appartenance aux Forces démocratiques de libération du Rwanda (FDLR),. Ces combats entraînent le déplacement de civils, qui cherchent refuge dans le territoire de Walikale,.
Malgré la signature de la déclaration entre le M23 et le gouvernement congolais, le territoire de Walikale est également le théâtre de combats entre le Mouvement du 23 mars et les milices loyalistes. Le M23 cherche entre autre, à avancer vers l'agglomération de Pinga,, tandis que les wazalendo, en plus de défendre Pinga et ses environs, lancent des attaques contre les positions du mouvement insurgé,. Le 31 juillet, plusieurs bacheliers de Buleusa sont enrôlés de force par le M23 pour transporter des munitions peu après avoir terminé leurs examens nationaux. Les élèves, ont été contraints de transporter des armes de Buleusa à Rusamambu.
Les affrontements persistent aussi dans le territoire de Rutshuru, où les combattants du M23 traquent les Forces démocratiques de libération du Rwanda (FDLR) dans les localités de la région,. Cette situation entraîne une tension sécuritaire et humanitaire, résultant en l'exode de nombreux habitants,. Les combattants du M23 sont accusés par le Haut-commissaire de l'ONU aux droits de l'homme d'avoir tués au moins 319 civils durant ces raids, entre le 9 et 21 juillet 2025,. Ces accusations sont fermement démenties par le le coordonnateur adjoint de l’AFC .
La situation sécuritaire dans les territoires de Walikale et Masisi reste volatile malgré une accalmie précaire observée à partir du 4 août 2025. Les affrontements entre l'AFC/M23 et les milices wazalendo, ont cessé temporairement. Plusieurs localités dans les secteurs d'Osso Banyungu et de Katoy (territoire de Masisi), connaissent une trêve. Une situation similaire prévaut dans le territoire de Walikale, notamment dans les zones de Mpety, Buhimba, Chanjikiro et Rusamambu, où les derniers échanges de tirs remontent à la dernière semaine de juillet.
À partir du 7 août, les belligérants maintiennent leurs positions initiales, mais une tension palpable persiste. Les habitants signalent un renforcement des dispositifs sécuritaires des deux côtés. Le 8 août, les combats reprennent ; des affrontements entre des combattants wazalendo et ceux du M23 sont constatés dans le groupement de Waloa Yungu (territoire de Walikale), suscitant des craintes au sein de la société civile quant à une éventuelle tentative de conquête de Pinga par le M23. 
Le 11 août, l'AFC/M23 exécute six civils à Katobo, les accusant de collaborer avec les Wazalendo, avant d’ordonner l’évacuation forcée de la population locale sous les mêmes prétextes. Selon des sources d’Actualite.cd, ce déplacement forcé viserai à faciliter des opérations de ratissage dans une zone devenue un théâtre d’affrontements. Le 12 août, la destruction des infrastructures de captage d’eau à Buleusa, causée par les combats, prive plus de 14 000 personnes d’eau potable, aggravant une crise sanitaire déjà marquée par des pénuries de médicaments. 
Parallèlement, l’AFC/M23 renforce ses positions dans plusieurs localités (Mpety, Ihula, Rusamambu, Bukumbirwa), s’installe sur le mont Machumbi, situé à la frontière des groupements Waloa Yungu et Luberike. La rébellion restreint les déplacements de la population de la localité de Kashebere vers les zones contrôlées par l’armée régulière, accusant la population de collaborer avec les FARDC et les milices Wazalendo. 
Le 13 août, les troupes de l'AFC/M23 lancent une attaque contre les Volontaires pour la défense de la patrie (VDP) à Buhimba, avant d’être repoussée. Le 15 août, les FARDC repoussent deux attaques de la rébellion sur les collines Itea et Itange , confirmant une volonté présumée de d’étendre son influence vers la cité stratégique de Pinga,. 
Le même jour l’AFC/M23  installe une nouvelle position sur le mont Bueni situé entre des groupements Waloa Yungu et Luberike, après l’occupation, une semaine plus tôt, du mont Machumbi. Ce mont domine les localités de Ngenge, Kangati et Buhimba, où se sont réfugiés de nombreux déplacés en raison des violences attribuées au M23 dans le territoire voisin de Masisi. Des sources locales indiquent que les rebelles y déploient des armes d’appui et pourraient viser ces agglomérations. 

#### Front du Sud-Kivu
Parallèlement dans la province du Sud-Kivu, la situation est tout aussi tendue. Dès le 20 juillet 2025, des affrontements opposent les combattants du M23 aux milices wazalendo dans le territoire de Walungu. Dans le territoire de Mwenga,de violents combats opposent les miliciens wazalendo et le groupe armé Twirwaneho, affilié au M23 et composé majoritairement de combattants de la communauté Banyamulenge. Ces affrontements se concentrent autour de localités stratégiques dans le secteur d’Itombwe, où les wazalendo, appuyés par les Forces démocratiques de libération du Rwanda (FDLR), lancent des offensives contre les positions tenues par le Twirwaneho.
Le 8 août 2025, l'AFC/M23 prend le contrôle de plusieurs localités dans le groupement de Mulamba, selon des sources locales.Cette zone, où la ligne de front était restée stable depuis mars 2025, devient le théâtre d’une reprise des hostilités. Le gouvernement provincial du Sud-Kivu confirme cette avancée et accuse le M23 de violer le cessez-le-feu. Il déclare que des localités telles que Kanyola, Muzinzi, Ciruko et une partie de Mulamba sont occupées par les rebelles. Cependant, l’armée congolaise dément ces informations. 
Des affrontements sont également signalés dans le territoire de Fizi, à Kipupu et Mikenge, selon des sources sanitaires et locales. 
Le même jour, Bertrand Bisimwa, coordinateur adjoint de l’AFC/M23, déclare que les Forces armées de la république démocratique du Congo (FARDC) et leurs alliés ont attaqué les positions du M23. Il affirme que ces alliés incluent les FDLR et des troupes burundaises. Bisimwa qualifie ces attaques de violation du cessez-le-feu et met en garde contre les risques qu’elles font peser sur le processus de paix de Doha et la stabilité régionale.
La troisième zone de défense des FARDC, basée à Kisangani, publie un communiqué condamnant les exactions attribuées à la coalition AFC/M23 dans la province du Sud-Kivu, dénonçant en particulier des assassinats ciblés de civils et le recrutement forcé de mineurs,. 
Dès le 10 août, les deux parties envoient des renforts vers Mulamba. Lles combats se poursuivent le 11 août, avec l'utilisation des armes lourdes et des bombardements indiscriminés, selon un habitant contacté par l’AFP. Le M23 accuse Kinshasa de préparer une escalade militaire, tandis que le porte-parole de l'armée congolaise, Sylvain Ekenge, qualifie ces attaques de « violation intentionnelle » de l’accord de paix signé à Washington entre la RDC et le Rwanda en juin 2025. Aucun bilan humain n’est communiqué par les belligérants.

## Analyse

### Motivations du M23
En 2022, Jason Stearns (en) fait valoir que la nouvelle offensive du M23 visait peut-être à imposer l'inclusion du groupe dans un programme de désarmement, démobilisation et réintégration (DDR). Les tentatives précédentes du M23 pour faire partie de ce processus, y compris après l'accord de 2013, ont échoué en raison de la très forte opposition de la population congolaise. L'un des problèmes qui entravent toute tentative de démobilisation complète du M23 est le fait que plusieurs membres du groupe rebelle sont connus pour avoir commis divers crimes de guerre au fil de leur implication dans des insurrections, avant même l'émergence du M23 lui-même. Cela rend leur intégration dans les forces de sécurité congolaises ou leur amnistie difficiles à justifier en RDC.

### Rôle du Rwanda et soutien au M23

#### Rôle et motivations du Rwanda
Le Rwanda joue un rôle central dans le conflit actuel en république démocratique du Congo (RDC). Malgré sa taille modeste comparée à celle de la RDC, le Rwanda cherche, selon Jason Stearns (en), à projeter son influence dans cette région stratégique, invoquant des préoccupations sécuritaires et la protection des populations tutsi pour justifier ses interventions. Cependant, l'ampleur réelle des menaces sécuritaires et la sincérité de ces justifications sont sujettes à débat.
Les motivations du Rwanda dans ce conflit sont complexes. Sur le plan sécuritaire, le Rwanda perçoit la présence de groupes armés hostiles en RDC comme une menace existentielle, bien que les incursions significatives sur son territoire soient rares depuis 2001. La protection des populations tutsi en RDC, souvent victimes de discriminations, est également citée, bien que des critiques soulignent que le Rwanda n'a pas toujours défendu cette communauté de manière cohérente.
Les intérêts économiques constituent un autre facteur clé. Le Rwanda bénéficie de l'exploitation des ressources minières de la RDC, notamment l'or, dont les exportations ont fortement augmenté depuis le début du conflit. Cette manne financière profite à l'élite militaire rwandaise, renforçant ainsi les incitations à maintenir une présence dans l'est de la RDC.
La culture politique rwandaise, profondément marquée par le génocide des Tutsi de 1994, influence également la perception de la sécurité et la légitimité du régime en place. Le Front patriotique rwandais (FPR), au pouvoir, tire une grande part de sa légitimité de son rôle dans la fin du génocide et la stabilisation du pays. Cette légitimité est utilisée pour justifier des interventions en RDC, même si les bénéfices réels pour la sécurité régionale restent incertains.

#### Soutien rwandais au M23
En 2022, Bintou Keita, haut responsable de l'ONU pour la RDC, souligne que le Mouvement du 23 mars (M23) opère davantage comme une armée conventionnelle que comme un groupe armé, avec des capacités dépassant celles de la MONUSCO. Des chercheurs du Conseil de sécurité des Nations unies,et le chercheur congolais Josaphat Musamba confirment la présence d'individus en uniforme rwandais parmi les rebelles, expliquant le professionnalisme accru des forces du M23. Jason Stearns (en), directeur du Groupe d'étude sur le Congo, évoque une implication rwandaise probable, bien que le M23 poursuive également ses propres objectifs. En août 2022, un rapport de l'ONU fournit des preuves du soutien rwandais au M23, notamment des photos et vidéos de soldats rwandais sur le territoire congolais,. Le 16 décembre 2022, un autre rapport confirme des interventions directes de l’armée rwandaise en RDC, pour venir en renfort au M23 et pour combattre les Forces démocratiques de libération du Rwanda (FDLR), ce que nie le gouvernement rwandais. Les États-Unis suspendent leur aide au Rwanda en octobre 2023, invoquant le recrutement d'enfants-soldats.
En février 2024, l'ONU rapporte l'utilisation d'armes sophistiquées et de moyens aériens par l'armée rwandaise et le M23, suscitant des inquiétudes quant à une escalade du conflit. En juillet 2024, un rapport de l'ONU estime que 3 000 à 4 000 militaires rwandais combattent aux côtés du M23, modifiant la dynamique du conflit et clouant au sol les moyens aériens des FARDC. Les chercheurs mandatés par le Conseil de sécurité affirment que l'armée rwandaise a pris le contrôle des opérations du M23, contribuant à une expansion territoriale significative, leur permettant d'encercler Goma,.
En juillet 2025, le rapport semestriel d'experts mandaté par l'ONU,  indique que les Forces rwandaises de défense (FRD) ont joué un rôle déterminant  aux côtés du Mouvement du 23 mars (M23)  dans l'acquisition et le contrôle de nouveaux territoires, nottament lors de la prise des villes de Goma et Bukavu en janvier et février 2025. Des preuves tangibles, telles que des images, des vidéos et des témoignages, attestent de la participation directe des troupes rwandaises aux combats. Les experts estiment qu'environ 6 000 soldats auraient été déployés dans les provinces du Nord et du Sud-Kivu avant l'avancée du M23, afin de renforcer la présence militaire rwandaise. 
Le rapport souligne que le Rwanda 
continue de piloter le commandement de l'AFC/M23, et a fourni à la rébellion une formation militaire ainsi que des équipements de pointe, incluant des systèmes de défense aérienne, leur conférant un avantage tactique significatif sur l'armée congolaise.
Selon le rapport, au 20 avril 2025, entre 1 000 et 1 500 soldats rwandais étaient toujours présents sur le territoire contrôlé par le M23, tandis que plusieurs milliers d'autres étaient positionnés le long de la la frontière rwando-congolaise, prêts à être déployés.
Kigali ne reconnaît pas explicitement sa présence militaire dans la région. Il justifie ses actions par des mesures défensives contre les Forces démocratiques de libération du Rwanda (FDLR), et la nécessité de maintenir une posture défensive à leurs frontières,,,
Le porte-parole du gouvernement accuse le rapport de l'ONU de déformer les préoccupations sécuritaires du Rwanda,.

### Rôle de l'Ouganda
L'Ouganda, qui est intervenu lors de la première guerre du Congo (1996-1997) et deuxième guerre du Congo (1998-2003), joue un rôle ambigu dans le conflit en cours dans l'est de la république démocratique du Congo (RDC). Sa présence militaire, initiée par l'opération Shujaa contre les Forces démocratiques alliées (ADF), vise à sécuriser la frontière tout en protégeant ses intérêts économiques, notamment dans l'exploitation de l'or. Cependant, des accusations de soutien au groupe rebelle M23, en permettant l'utilisation de son territoire comme base arrière, compliquent sa position. Ces accusations ont été démentis par l'Ouganda.

## Forces en présences

### Forces alliées à la république démocratiques du Congo

#### Mission de la Communauté de développement d’Afrique australe en république démocratique du Congo
À partir de décembre 2023, la Mission de la Communauté de développement d’Afrique australe en république démocratique du Congo (SAMIDRC) est déployée par la Communauté de développement d'Afrique australe (SADC) dans l’est de la république démocratique du Congo (RDC) afin de lutter contre l’instabilité et l’insécurité qui règnent dans la région,. Le 13 mars 2025, Les chefs d’État de la SADC, actent la fin du mandat de la SAMIDRC, et le retrait progressif des forces déployées en RDC dans le cadre de ce mandat.

#### Mercenaires
Pour faire face à l'expansion territoriale dans le Nord-Kivu du Mouvement du 23 mars (M23), le gouvernement congolais fait appel en 2022 à des sociétés de sécurité privées européennes pour renforcer ses capacités militaires, telles qu'Agemira, une compagnie situé en en Bulgarie, mais fondée par le français, Olivier Bazin, et Ralf, dirigée par le franco-roumain Horatiu Potra. Ces sociétés, composées principalement d'anciens militaires roumains, sont censés conseiller les Forces armées de la république démocratique du Congo (FARDC) et participer à des missions de défense autour de Goma et d'autres zones stratégiques. Leur rôle inclurait la formation des troupes locales, l'entretien des équipements militaires et la négociation de contrats d'armement. Le ministre rwandais des Affaires étrangères, Olivier Nduhungirehe, a dénoncé la présence de mercenaires dans l'est de la RDC. Les autorités congolaises admettent employer des sociétés militaires privées, mais uniquement comme instructeurs pour leur armée. Lors de la chute de Goma en janvier 2025, les mercenaires trouvent refuge dans une base de l'ONU, puis sont transportés vers Kigali pour être rapatriés en Roumanie.

## Exactions, violations des droits humains et crime de guerre

### Mouvement du 23 mars
Depuis sa résurgence en 2021, le Mouvement du 23 mars (M23) est accusé par différents rapports de l'ONU, de Human Right Watch (HRW), et d'Amnesty International, d'avoir commis des viols, des agressions sexuelles et d'autres formes de violences sexuelles à l'encontre de femmes et de filles, notamment dans les zones qu'il contrôle. Le groupe armé est aussi soupçonné d'avoir exécuté sommairement des civils, souvent en représailles ou dans le cadre de campagnes de terreur. Il est entre autres accusé d'avoir perpétré le massacre de Kishishe, en novembre 2022, faisant 171 morts, ce que dément le M23, alors que Kigali accuse le gouvernement congolais d'avoir fabriqué le massacre. Entre novembre 2022 et mars 2023, 8 exécutions sommaires et 14 cas de viol ont été documenté par HRW,. L'ONG reçoit également des informations crédibles concernant plus d’une dizaine d’autres exécutions sommaires perpétrées par les forces du M23. Cependant, en raison des contraintes d’accès et de sécurité, l'organisation ne parvient pas à corroborer ces éléments de manière indépendante.
Selon le rapport final du groupe d'experts sur la république démocratique du Congo (RDC) mandaté par l'ONU de juin 2024, lors de leurs offensives, les troupes du M23 et des Forces rwandaises de défense (FRD) prennent principalement pour cible des localités situées dans les bastions des Forces démocratiques pour la libération du Rwanda (FDLR) et des Nyatura (en). Lors de ces raids, les civils, principalement des Hutu, perçus comme ayant collaboré avec l'ennemi, sont punis, sous forme d'exécutions, de tortures, de destructions de villages, de pillages ou de détentions arbitraires,. Selon ce rapport, la rébellion est aussi accusée d'enrôler des enfants dans ses rangs, les enfants sont recrutés dans les zones de la république démocratique du Congo contrôlées par la rébellion, parfois de force, ainsi que dans des camps de réfugiés au Rwanda et en Ouganda.
Début 2025, le rapport annuel de Human Rights Watch sur la situation en république démocratique du Congo accuse l'armée rwandaise et le M23 d'avoir commis de graves violations des lois de la guerre lors de leurs offensives près de Goma en 2024, notamment en ciblant des zones civiles.
Le 28 juillet 2025, le Bureau conjoint des Nations unies aux droits de l'homme (BCNUDH) publie un rapport accusant le M23 d'avoir tué au moins 319 civils, dont 48 femmes et 19 enfants, en juillet 2025, dans l'est de la RDC. Ce rapport, confirmé par le Haut-commissariat de l'ONU aux droits de l'homme, indique que la plupart des victimes seraient des agriculteurs dans le groupement Binza, territoire de Rutshuru. Le conseil provincial de la jeunesse du Nord-Kivu rapporte des chiffres similaires,. 
Bertrand Bisimwa, coordonnateur adjoint de l'Alliance fleuve Congo/Mouvement du 23 mars (AFC/M23), rejette ces allégations lors d'une conférence de presse à Goma, les qualifiant de « non factuelles » et dénonçant une tentative de diabolisation. Il conteste la localisation des villages incriminés, les situant dans une zone inhabitée du parc national des Virunga, et remet en cause la crédibilité des sources du rapport, affirmant qu'elles ne résident pas dans la zone concernée. L'AFC/M23 critique également la précipitation de la publication du rapport et questionne l'impartialité de la MONUSCO. Le mouvement suggère que certaines organisations humanitaires pourraient avoir un intérêt financier à dénoncer ses actions, la stabilisation des zones sous leur contrôle ayant réduit les financements liés aux déplacés internes.

### Armée congolaise, wazalendo et groupes armés

#### Exactions commises par l’armée congolaise
En octobre 2022, certains membres des Forces armées de la république démocratique du Congo (FARDC) sont accusés par Human Rights Watch (HRW) de collaborer avec des groupes armés ayant formés une coalition patriotique contre le Mouvement du 23 mars (M23), alors que ces derniers sont impliqués préalablement dans de graves exactions,.
Cette accusation est corroborée par le rapport final du groupe d'experts mandaté par l'ONU de juin 2024, qui accuse la république démocratique du Congo (RDC), d'utiliser comme supplétifs des groupes armés regroupé sous la bannière wazalendo, autrefois combattus par l'armée congolaise,, et qui sont accusés d'avoir contribué à perpétrer le conflit dans l'est du pays, et d'avoir commis par le passé de nombreuses exactions dans la région : recrutement d'enfants soldats, violences contre la population civile et les forces armées régulières,.
En février 2025, 84 soldats sont jugés en RDC pour des crimes contre des civils dans la province du Sud-Kivu, incluant meurtres et viols. Le procès, tenu par un tribunal militaire à Bukavu, fait suite à des exactions commises dans plusieurs villages des territoires de Kabare et Kalehe, alors que des rebelles du M23 menacent la région depuis la prise de Goma fin janvier. La partie civile a demandé la peine de mort pour tous les accusés, alors que la RDC a levé en mars un moratoire de plus de vingt ans sur la peine capitale, une décision critiquée par les défenseurs des droits humains.

#### Respect du droit des conflits armés
Les actions militaires menées par des Forces armées de la république démocratique du Congo (FARDC) et ses supplétifs causent parfois des pertes civiles, et peuvent soulever la question du respect du droit des conflits armés. Dans un rapport sur la situation en RDC, Human Rights Watch (HRW) indique que l'usage de tirs d'artillerie lourde sur Mweso lors des opérations militaires menées par les FARDC pour le contrôle de la localité en janvier 2024, ont entraîné la mort d'au moins 19 civils et fait plusieurs blessés dans la population. L'ONG dénonce également le placement de positions militaires à proximité de sites abritant des populations déplacées, exposant ces dernières à des risques élevés, ainsi que des attaques perpétrées par les FARDC et ses supplétifs contre des camps de déplacés, tuant et blessant des civils. Des événements qui selon HRW, prouvent l'implication des FARDC et des wazalendo dans « des violations crédibles du droit de la guerre ».

#### Wazalendo et groupes armés
Les wazalendo, des groupes d'autodéfense congolais, constitués de civils engagés pour la défense de leur pays, et de combattants de milices armés convertis en supplétifs de l'armée congolaise, dont les Forces démocratiques pour la libération du Rwanda (FDLR), font l'objet de plusieurs accusations : exécutions extrajudiciaires, pillages, rackets, violences sexuelles,, et recrutement d'enfants soldats.
À partir de février 2024, des actes de violence et de pillage, des vols, des meurtres et des enlèvements perpétrés par des wazalendo, sont reportés dans la ville de Goma,, ces actes s'amplifient en avril, à la suite du repli des FARDC et de leur supplétifs wazalendo dans la ville de Goma. Les soldats de l'armées régulières et la police sont eux aussi accusés par la population locale d'exactions et de plonger la ville dans un climat d'insécurité,.
Les wazalendo sont aussi soupçonnés d'enrôler des enfants dans leurs rangs, le rapport de l'ONU de juin 2024 fait mention de la présence d’enfants soldats aux alentours des Goma et de Saké, près des camps de déplacés notamment. Plusieurs groupes armés sont cités dans le document : le NDC-R/Guidon, l’APCLS, les FDLR, l’UPCRL.

### Discrimination et violences contre la communauté Tutsie congolaise
Depuis la reprise des activités militaires du Mouvement du 23 mars (M23) en 2021, la violence contre la communauté tutsie congolaise a augmenté,, elle est confrontée à des préjugés, des attaques violentes et de la discrimination, de nombreux congolais considèrent que les tutsis sont des partisans de la rébellion du M23, dont le leadership est majoritairement tutsi,, ou les perçoivent comme servant les intérêts rwandais.
En avril 2025, une délégation Banyamulenge rencontre des officiels américains, dont Massad Boulos, conseiller Afrique de la Maison Blanche, ainsi que des représentants du département d'État et des Nations unies. Leur message vise à dénoncer les discriminations et les attaques subies par leur communauté, ainsi que les discours remettant en cause leur citoyenneté congolaise. Ils se distancient des positions de l'AFC/M23 et de Kigali, rejetant toute association avec eux, et prônent un soutien aux institutions congolaises. Cette position est également présentée en juin 2025 en Europe, notamment au Quai d'Orsay, au ministère des affaires étrangères belge, et auprès de plusieurs députés européens.
Cependant, cette prise de position ne fait pas consensus au sein de la communauté Banyamulenge. Certains membres soutiennent l'AFC/M23 et contestent la légitimité de la délégation dirigée par Enock Ruberangabo Sebineza. Des associations Banyamulenge en Europe accusent cette délégation de mener une campagne de désinformation et demandent à l'Union européenne de ne pas leur accorder de tribune, les accusants de parler sans mandat au nom de la communauté Banyamulenge.

## Initiatives diplomatiques
Depuis 2022, des initiatives diplomatiques sont initiées afin de désescalader les tensions dans l'est de la RDC :
- Le processus de Luanda, mené sous l'égide de l'Angola, qui se concentre sur le dialogue régional et les questions de sécurité transfrontalière, notamment entre la RDC et le Rwanda. Le 24 mars 2025, l'Angola annonce cesser sa médiation entre la RDC et le Rwanda[385].
- Le processus de Nairobi, soutenu par le Kenya, qui vise à faciliter le dialogue entre le gouvernement congolais et les groupes armés[386]
- Plusieurs sommets régionaux ont aussi lieux pour discuter de la situation sécuritaire dans l'est de la république démocratique du Congo.
- Le processus de paix conjoint entre l'EAC et la SADC pour stabiliser l'est de la république démocratique du Congo est lancé en février 2025, Uhuru Kenyatta, Olusegun Obasanjo et Haile Mariam Dessalegn sont nommés facilitateurs[387].
- La médiation qatarie, initiée en avril 2025, qui vise à faciliter des négociations directes entre le gouvernement congolais et l'AFC/M23 pour trouver une solution pacifique au conflit dans l'est de la RDC[288].

### Processus de Luanda
Le processus de Luanda est une série de négociations et d’accords diplomatiques initiés à partir de 2022 sous l’égide de l’Angola, pour résoudre les tensions et conflits, et promouvoir la paix et la sécurité dans l'est de la république démocratique du Congo (RDC), en particulier face à la résurgence du groupe rebelle Mouvement du 23 mars (M23) et aux tensions entre la RDC et le Rwanda.
Plusieurs sommets et réunions ont été organisés à Luanda, sous la médiation du président angolais João Lourenço, désigné comme facilitateur par l’Union Africaine, réunissant les dirigeants des deux pays et des représentants de diverses organisations régionales. Ces rencontres ont abouti à des engagements de désescalade, des mécanismes de surveillance du cessez-le-feu, et des appels au retrait des groupes armés, notamment le M23, des zones occupées. Cependant, le M23 et l'Alliance fleuve Congo (AFC), la vitrine politique du M23, non présent lors des négociations, ont souvent rejeté ces accords,. Des initiatives politiques et militaires ont été harmonisées pour stabiliser l'est de la RDC, incluant des plans de neutralisation des Forces démocratiques de libération du Rwanda (FDLR) et de désengagement des forces en conflit,. Malgré ces efforts, des désaccords persistants et des sanctions internationales ont compliqué les négociations.
Le 8 février 2025, lors d'un sommet conjoint de la Communauté d'Afrique de l'Est (EAC) et de la SADC, la fusion du processus de Luanda avec le processus de Nairobi est décidée. Le 24 mars 2025, l'Angola annonce mettre fin à sa médiation, après plusieurs échecs notables.

### Médiation des États-Unis
Les États-Unis joue un rôle actif dans la recherche d’une solution au conflit dans l’est de la république démocratique du Congo (RDC).
Ils ont déjà tenté de résoudre la crise, comme en novembre 2023 avec des promesses de mesures concrètes pour réduire les tensions du Rwanda et de la RDC. Cependant, ces tentatives n’ont pas abouti à des résultats tangibles sur le terrain.

#### Accord de paix de Washington
En 2025, les États-Unis ont intensifié leurs efforts en organisant des pourparlers entre la RDC et le Rwanda, qui aboutissent le 27 juin, à la signature d'un accord de paix, à Washington, par les deux pays. Cet accord, supervisé par le secrétaire d’État américain Marco Rubio, est signé par les ministres des Affaires étrangères des deux pays. L’accord prévoit le désengagement des forces armées, la protection des civils, le retour des personnes déplacées et des réfugiés, ainsi qu’un mécanisme de suivi pour en assurer le respect. Il est fondé sur l’engagement de mettre fin au soutien aux Forces démocratiques de libération du Rwanda (FDLR) et aux milices associées,.

### Sommets régionaux

#### Sommet régional extraordinaire SADC-AEC du8 février 2025
Le 8 février 2025, un sommet régional extraordinaire se tient à Dar es Salam, en Tanzanie, réunissant pour la première fois les membres de la Communauté d'Afrique de l'Est (EAC) et de la Communauté de développement d'Afrique australe (SADC) pour aborder la situation sécuritaire dans l'est de la république démocratique du Congo (RDC),. Les présidents rwandais Paul Kagame et congolais Félix Tshisekedi ont participé à la rencontre, ce dernier par vidéoconférence. A l'issue du sommet, les dirigeants ont appelés à un cessez-le-feu immédiat et inconditionnel, et ont demandé aux chefs des forces de défense de se réunir sous cinq jours pour élaborer un plan de sécurisation pour Goma, et fournir des directives techniques sur la cessation des hostilités. Dans un communiqué commun, ils ont insistés sur l’importance de l'aide humanitaire, notamment le rapatriement des défunts et l'évacuation des blessés, et plaidé pour l'ouverture de couloirs humanitaires. Les participants ont aussi réaffirmé leur soutien à la RDC pour préserver sa souveraineté et son intégrité territoriale, mais sans faire explicitement référence au Rwanda. Ils ont plaidés pour la fusion des processus de paix de Nairobi et de Luanda, et ont exhortés Kinshasa et Kigali à reprendre les discussions, insistant aussi pour que le gouvernement congolais mette en œuvre le plan de neutralisation des Forces démocratiques de libération du Rwanda (FDLR).
Alors que la délégation rwandaise considère que le sommet à répondu à ces attentes, il a suscité des réactions mitigées en RDC. Le gouvernement congolais appréciant l'engagement des dirigeants en faveur de l'intégrité territoriale du pays. Cependant, l'absence de condamnation explicite du Rwanda dans le communiqué final a été critiquée par une partie de la classe politique, qui dénonce le soutien du Rwanda au Mouvement du 23 mars (M23). Par ailleurs, un dialogue incluant les rebelles du M23 reste pour beaucoup hors de question.

### Processus de Doha
Le processus de Doha, initié en avril 2025 sous la médiation du Qatar à Doha, vise à résoudre le conflit dans l'est de la république démocratique du Congo (RDC) entre le gouvernement congolais et l'Alliance fleuve Congo/Mouvement du 23 mars (AFC/M23). Ces négociations sont marquées par des tensions,  et des accrochages sur le terrain, notamment dans la province du Sud-Kivu. Un point de blocage notable concerne l'insistance de l'AFC/M23 pour que son cas soit traité séparément du différend entre la RDC et le Rwanda, ce que Kinshasa conteste. Plusieurs réunions entre les belligérants ont lieu à Doha, mais ne donne pas ais les négociations, produisent peu de résultats concrets, malgré la pression diplomatique et économique exercée par les États-Unis sur les deux parties, qui négocie parallèlement un accord de paix entre la RDC et le Rwanda, dans le conflit qui oppose les deux pays.
Début juillet 2025, à la suite de la signature à Washington de l'accord de paix entre la république démocratique du Congo et le Rwanda, un nouveau cycle de négociations à Doha est engagé. Les négociations aboutissent le 19 juillet 2025, à une déclaration de principes, établissant un cessez-le-feu permanent et un cadre pour des discussions pacifiques,. L'accord prévoit des mesures de confiance, la protection des civils, et la restauration de l'autorité de l'État, avec des négociations pour un accord de paix global devant commencer avant le 8 août 2025.

## Résolutions de l'ONU
Le 21 février 2025, le Conseil de sécurité de l'ONU adopte à l'unanimité une résolution exigeant la cessation immédiate des hostilités par le Mouvement du 23 mars (M23) et le retrait des forces rwandaises de la république démocratique du Congo (RDC). Le Conseil condamne fermement ces actions et demande le démantèlement des administrations parallèles illégitimes établies par le M23. Le Conseil appelle également à la reprise des pourparlers diplomatiques entre la RDC et le Rwanda, conformément aux processus de Luanda et de Nairobi, et condamne l'exploitation illicite des ressources naturelles dans l'est de la RDC, exhortant les entreprises minières à adopter le Mécanisme régional de certification. Enfin, il demande l'ouverture de couloirs humanitaires et insiste sur le respect du mandat de la MONUSCO, exigeant la cessation des hostilités contre les soldats de la paix. Cette résolution condamne pour la première fois de manière explicite le Rwanda pour son soutien aux rebelles du M23.

## Procédures judiciaires et pénales
Le 14 octobre 2024, une enquête est ouverte par le procureur de la Cour pénale internationale (CPI) Karim Khan, sur les crimes de guerre commis depuis janvier 2022 dans la province du Nord-Kivu, dans l'est du territoire congolais. tous les auteurs de crimes présumés seront visés par cette enquête.